# Ногинск
Ноги́нск (до 1930 года — Богоро́дск) — город в Московской области России. Административный центр Богородского городского округа.
Расположен на реке Клязьме, в 51 км (35 км от МКАД) к востоку от Москвы, на северо-западной границе Мещёрской низменности. Население — 102 392 чел. (2024).
В 2013 году город Ногинск получил статус исторического поселения. Населённый пункт воинской доблести (2021).

## Этимология
Впервые упоминается в 1336 году как село Рогожь; название по реке Рогожа (из рогоз — водное растение). К концу XVIII века — ямское село Рогожи, которое при образовании в 1781 году Богородского уезда было предписано «переименовать городом», после чего он по названию уезда стал именоваться Богородск. Название уезда по дате его образования в праздник Покрова Пресвятой Богородицы. В 1930 году переименован в Ногинск по фамилии советского партийного деятеля В. П. Ногина.

## История
На месте сегодняшнего Ногинска изначально находилось село Рогож (др.-рус. Рогожъ), которое впервые упоминается во второй духовной грамоте Ивана Калиты (1339 год): великий князь завещал его своей второй жене Ульяне «с меньшими детьми».
Следующее упоминание о населённом пункте содержится в духовной грамоте Ивана III (1504 год), который передал Рогож своему сыну Василию III. В 1506 году Василий III выделил храму Николая Чудотворца, находившемуся на территории села, церковную землю и соседнюю деревню Мишинская (Чёрная). В 1540 году акт передачи земли был дополнительно подтверждён Иваном IV, который также причислил населённый пункт к Рогожской ямской слободе. Писцовые книги, относящиеся к периоду правления Михаила Фёдоровича, именуют село Рогожей (Рогожами) и Старым Рогожским ямом и сообщают следующие сведения: «Да в селе Рогоже 38 дворов охотников Московской ямской слободы, а в них старых отставленных ямщиков с их детьми 92 челов., а ямскую гонбу гоняют на Москве ж с рогожскими ямщики вместе». К 1646 году количество ямщичьих дворов увеличилось до 44; помимо них, источники насчитывают «6 дворов бобыльских».
5 (16) октября 1781 года Екатерина II подписала именной указ, повелевавший переименовать ямское село Рогожу в город Богородск, который стал центром Богородского уезда. 16 (27) января 1784 года комиссией при Сенате был утверждён план Богородска, разработанный архитектором Иваном Леймом. Город на плане имел вид прямоугольника, с трёх сторон обрытого земляным валом, и в качестве северной границы имевший реку Клязьму. По данным на 1788 год, в городе находились: «Церковь во имя Богоявления Господня с приделом Николая Чудотворца, присутственные места, городская школа, винный и соляной анбары — все деревянные; домов: дворянских 2, священно- и церковнослужительских 5, разночинских 5, купеческих 28, мещанских 9, ямских 7, пивоварня 1 и кузница 1; жителей: мужска пола 306, женска 255 человек».

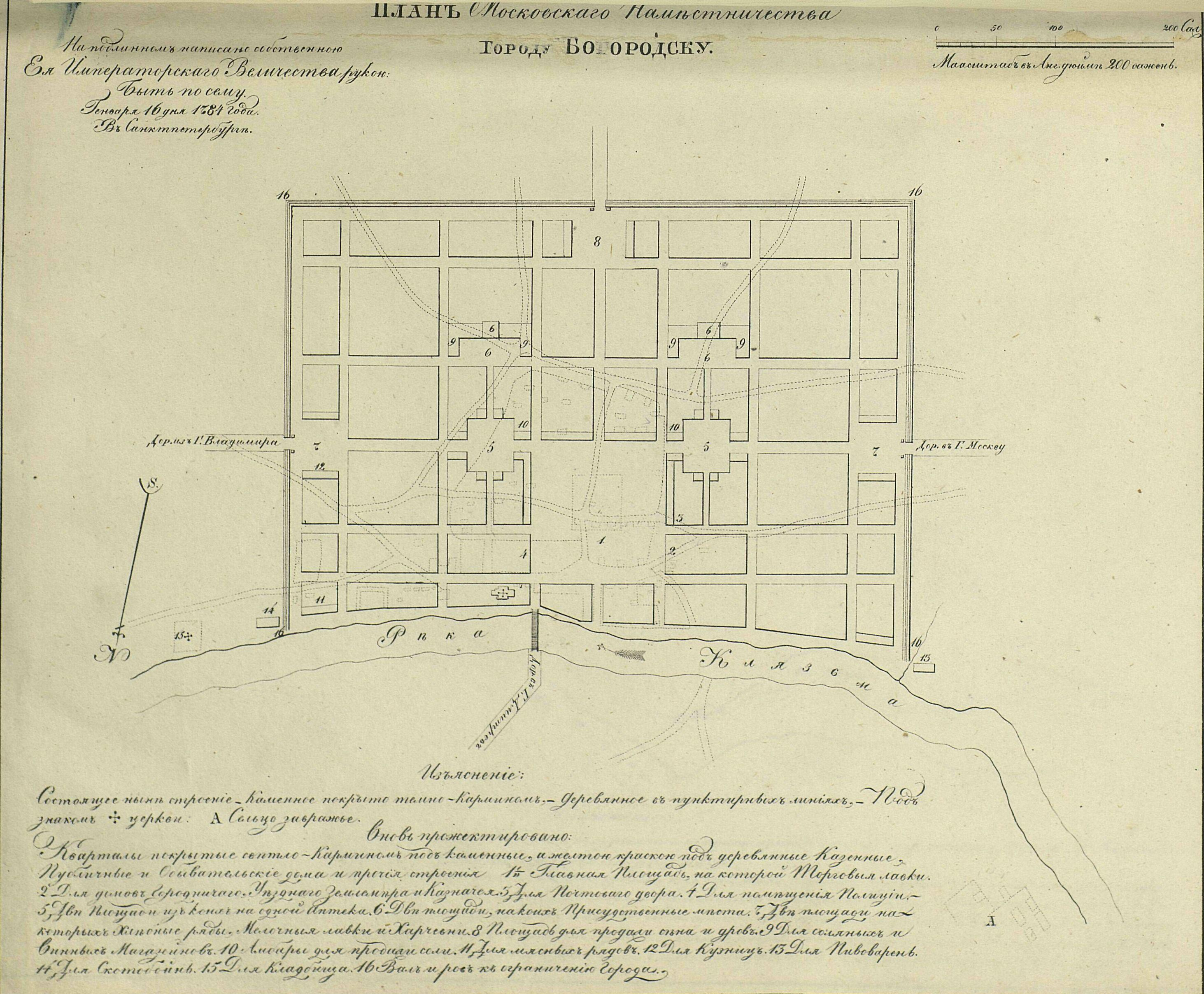
«Прожектированный» план города Богородска 1784 года из приложения к «Полному собранию законов Российской империи»

В 1812 году началась Отечественная война. 2 сентября Наполеон вошёл в Москву. Спустя неделю начальник штаба французской армии Бертье предложил императору план рассредоточения войск по уездам Московской губернии. Согласно этому плану, в Богородский уезд направлялся 3-й корпус маршала Нея. Крестьянские отряды напали на французских фуражиров. Отряды крестьянина Герасима Курина и вохновского головы Егора Стулова, сотенного Ивана Чушкина и амеревского головы Емельяна Васильева не только обороняли земли уезда, но и храбро сражались с противником. 1(13)октября 1812 года крестьянская кавалерия заставила отступить конницу французов.
22 сентября (4 октября н.ст.) 1812 года, с подходом основных сил маршала Нея, город Богородск был с боем занят французами. После 6 (18 н. ст.) октября, по выходе Наполеона из Москвы, Богородск и уезд были окончательно освобождены от врага.
В начале XIX века в Богородске началось развитие фабричного текстильного производства. В 1825 году Анисим Елагин перенёс свой шёлкоткацкий промысел из деревни Гаврилово в город Богородск, построив в нём первую шёлкоткацкую фабрику. В 1847 году было построено крупное текстильное предприятие — Богородско-Глуховская мануфактура (до 1990 — Глуховский хлопчатобумажный комбинат). Кроме того, Богородск представлял собой один из значительных центров подмосковного старообрядчества.
В 1873 году был основан торговый дом «Анисим Елагин с сыновьями». В последующем открыли свои фабрики Шалаев, Шибаев, Брунов, Зотов, Памфилов, Сопов, Четвериков, Рунов и другие купцы. Богородск и Богородский уезд стали крупным центром текстильного производства в Московской губернии.
По населённости Богородский уезд был самым людным в Московской губернии. В конце XIX века в нём насчитывалось около 212 000 человек (не учитывая населения Богородска). В уезде было 478 заводов, фабрик, торгово-промышленных заведений. Площадь уезда составляла 3068,4 кв. вёрст. 97 % жителей уезда были заняты в промышленности или промыслах.
В 1917 году при Временном правительстве власть в уезде олицетворял уездный комиссар С. И. Четвериков, двоевластие в уезде было вполне определённым и в это время уже функционировали различные реввоенсоветы, рабочие комитеты, Советы, ячейки РКПб. После Октября фактическая власть была сосредоточена в руках уездного комитета РКПб. Формально же государство в уезде было представлено Советами. Некоторое время в уезде власть принадлежала Богородскому Областному Совету рабочих и солдатских депутатов, с января по март 1918 года — уездному Совету рабочих, крестьянских и солдатских депутатов, с апреля 1918 и по сентябрь 1929 года — уездному Совету рабочих, крестьянских и красноармейских депутатов, а в период между съездами Советов — Исполнительному комитету.
В мае 1917 года, после Февральской революции, в Богородске появился первый председатель Совета рабочих и крестьянских депутатов Николай Васильевич Погодин, он же возглавлял и город. В октябре 1917 года власть в Богородске перешла полностью в руки Совета без кровопролития.
В 1929 году Богородск стал центром Богородского района, а через год переименован в Ногинск — в память о партийном и государственном деятеле Викторе Павловиче Ногине, который начинал свою трудовую деятельность в 1893 году на Богородско-Глуховской мануфактуре. В том же 1929 году в состав города было включено село Успенское (до 1756 года называлось Исады).
26 января 1930 года газеты «Известия» и «Рабочая Москва» поместили постановление ВЦИК «… переименовать город Богородск и станцию Богородск Московско-Нижегородской железной дороги в город и станцию Ногинск, а Богородский уезд в Ногинский» в честь большевистского деятеля Виктора Ногина (1878—1924) (утверждено законом 6 марта 1930 года).
С 1929 года по 1937 год в Ногинске открылись 8 предприятий. Среди них: завод грампластинок, который в 1947 году начал выпускать топливные насосы (ныне Ногинский завод топливной аппаратуры, НЗТА), Кардолента (ныне завод резино-технических изделий, РТИ), чулочная фабрика (ныне ООО Торгово-производственное предприятие «Ажур»), Новогребённая фабрика (в 2003 году гребённо-прядильное производство прекращено), хлебозавод (ныне АО «Ногинский хлебокомбинат»). До Великой Отечественной войны в Ногинске было построено 110 трёх- и пятиэтажных домов с водопроводом, канализацией, центральным отоплением.
Около 37 000 жителей Ногинска защищали Родину на фронтах Великой Отечественной войны, более 15 000 не вернулись домой. Свыше 10 000 человек удостоены правительственных наград, в том числе 30 Героев Советского Союза и пять полных кавалеров ордена Славы.
В 1981 году Указом Президиума Верховного Совета СССР, в связи с 200-летием, город Ногинск награждён орденом Трудового Красного Знамени. В 2013 году постановлением правительства Московской области «Об утверждении перечня исторических поселений областного значения в Московской области» Ногинску присвоен статус исторического поселения.
В 2011 году Ногинский район награждён Знаком губернатора Московской области «Памятный знак Московской области» и юбилейной грамотой губернатора за большие достижения в социально-экономическом, культурном развитии и в связи с 230-летием Богородского края.
В 2015 году по итогам оценки эффективности деятельности органов местного самоуправления городских округов и муниципальных районов Подмосковья Ногинский район признан победителем и награждён дипломом министерства инвестиций и инноваций Московской области в номинации «Промышленный рост».
В июне 2000 года Советом депутатов Ногинского района было принято единогласное решение «о переименовании Ногинска и возвращении городу его исконного названия — Богородск». Однако позднее это решение было отложено на неопределённый срок. В январе 2010 г. Совет депутатов муниципального образования «Городское поселение Ногинск Московской области» принял решение поручить администрации городского поселения подготовить необходимые документы по возвращению исторического наименования (переименования) города Ногинска в город Богородск для направления в Московскую областную думу, данное решение было подписано главой муниципального образования. Позднее на основании решения Совета депутатов Ногинского муниципального района от 6 апреля 2010 года в Ногинском районе с 20 по 29 апреля 2010 года был проведён опрос граждан района по вопросу «О возвращении Ногинскому муниципальному району его исторического названия — Богородск». Большинство опрошенных ответило отрицательно на данный вопрос. К тому же, в соответствии с п. 12 Постановления Правительства РФ от 23.12.2009 № 1074 «Об организации Всероссийской переписи населения 2010 года», органам исполнительной власти субъектов Российской Федерации и органам местного самоуправления рекомендовано не осуществлять в 2010 году преобразования административно-территориальных и муниципальных образований, переименования географических объектов. В связи с этим работа по возвращению Ногинскому району его исторического наименования была приостановлена. В 2012 году процесс возвращения исторического названия был возобновлён. 28 июня 2012 года районный Совет депутатов принял решение о выявлении мнения населения о возвращении району исторического названия Богородск. 5 июля аналогичное решение принял Совет депутатов города Ногинска.
5 июня 2018 года Ногинск стал административным центром нового муниципального образования — Богородского городского округа, созданного в рамках упразднённого Ногинского муниципального района.
С 30 июня 2018 года — город областного подчинения.
В 2021 году городу присвоено почётное звание «Населённый пункт воинской доблести».

Гербы в разные эпохи
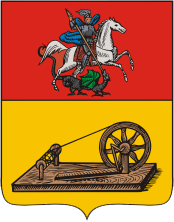
Герб 1781 года
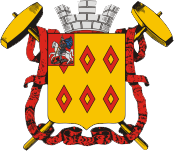
Герб 1883 года
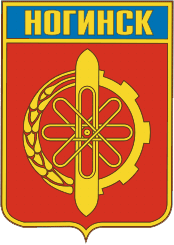
Герб 1988 года
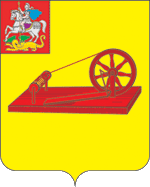
Герб в настоящее время

## Население
| 1788     | 1852     | 1856     | 1859     | 1897     | 1913     | 1926     | 1931     | 1939     | 1959     | 1962     |
| -------- | -------- | -------- | -------- | -------- | -------- | -------- | -------- | -------- | -------- | -------- |
| 561      | ↗1763    | ↘1200    | ↗1333    | ↗11 102  | ↗15 800  | ↗35 404  | ↗58 500  | ↗81 004  | ↗94 522  | ↗98 000  |
| 1967     | 1970     | 1973     | 1974     | 1975     | 1976     | 1979     | 1982     | 1985     | 1986     | 1987     |
| ↗102 000 | ↗103 735 | ↗107 000 | ↗108 000 | ↗115 000 | →115 000 | ↗118 750 | ↗120 000 | ↗121 000 | →121 000 | ↗122 000 |
| 1989     | 1990     | 1991     | 1992     | 1993     | 1994     | 1995     | 1996     | 1997     | 1998     | 1999     |
| ↗123 020 | ↘123 000 | →123 000 | ↘122 000 | ↘121 000 | ↘120 000 | ↘119 000 | ↘118 000 | →118 000 | →118 000 | ↘117 800 |
| 2000     | 2001     | 2002     | 2003     | 2004     | 2005     | 2006     | 2007     | 2008     | 2009     | 2010     |
| ↘117 200 | ↘116 500 | ↗117 555 | ↗117 600 | ↘116 800 | ↗116 900 | ↘116 300 | ↘115 900 | ↘115 800 | ↘115 644 | ↘100 072 |
| 2011     | 2012     | 2013     | 2014     | 2015     | 2016     | 2017     | 2018     | 2019     | 2020     | 2021     |
| ↗100 100 | ↗101 717 | ↗101 834 | ↗101 897 | ↗102 247 | ↘101 847 | ↗102 267 | ↗102 592 | ↘102 295 | ↗103 967 | ↘103 891 |
| 2023     | 2024     |          |          |          |          |          |          |          |          |          |
| ↘102 205 | ↗102 392 |          |          |          |          |          |          |          |          |          |

На 1 января 2025 года по численности населения город находился на 168-м месте из 1124 городов Российской Федерации.

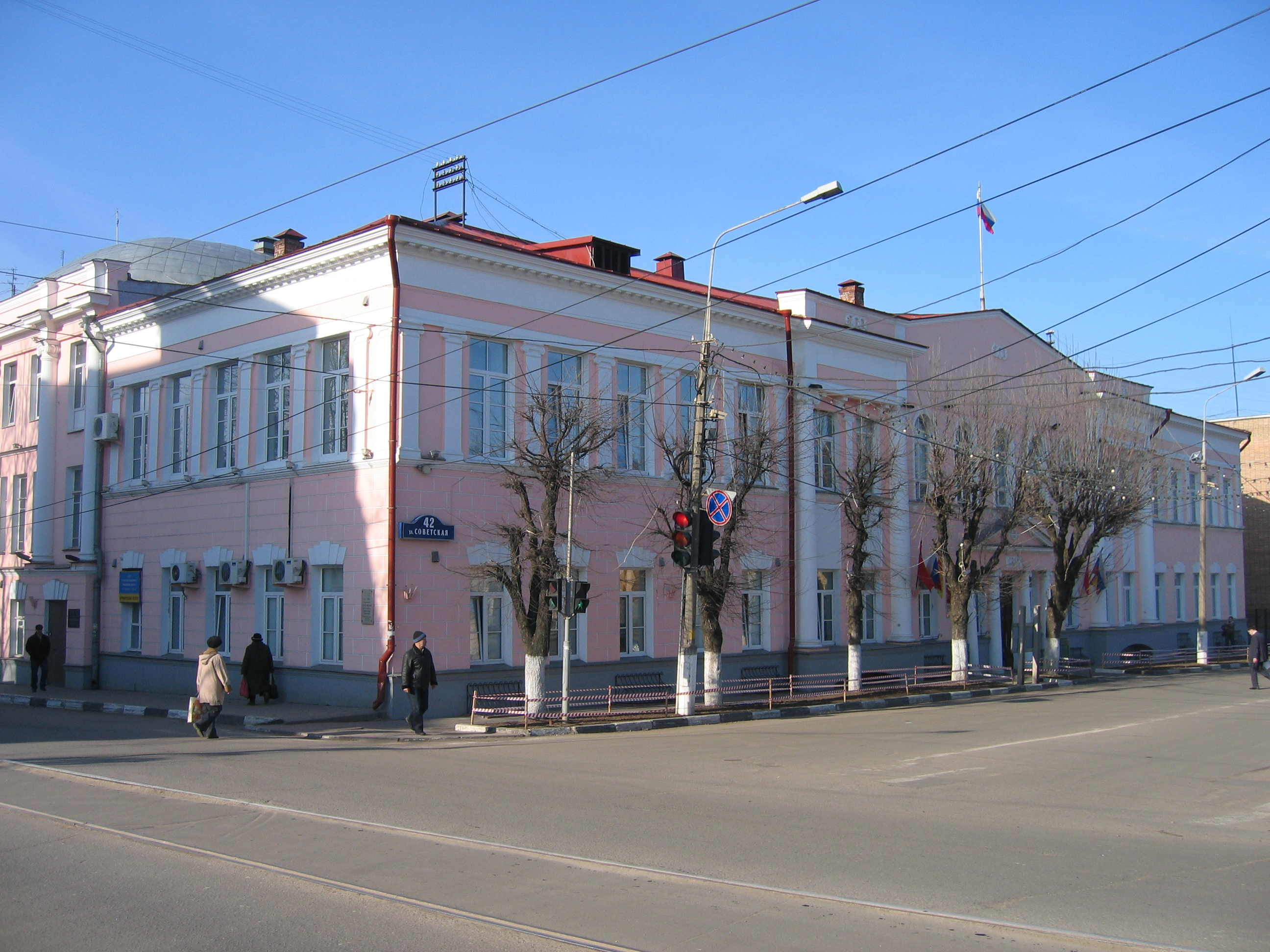
Здание районной администрации

В официальную численность населения города в послевоенное время включалась также численность т. н. «военных городков», в частности Ногинск-4 (в настоящее время является частью города Черноголовка), Ногинск-5 (расположен более чем в 20 км к югу от Ногинска), Ногинск-9 (Дуброво, расположен в 40 км к северу от Ногинска). При проведении Всероссийской переписи населения 2010 года военные городки, которые в до этого момента легендировались в качестве частей города Ногинска, были исключены из учёта населения города и учтены в составе близлежащих к ним сельских населённых пунктов. Так на 1 января 2011 года численность населения городского округа Ногинск, исчисленная по прежним методикам, составила 117,7 тысячи человек, а по новой методике (с исключением военных городков) составила 102,1 тысячи человек; таким образом разность составляет 15,6 тысячи человек.

## Климат
| Показатель                    | Янв.  | Фев.  | Март | Апр. | Май  | Июнь | Июль | Авг. | Сен. | Окт. | Нояб. | Дек. | Год |
| ----------------------------- | ----- | ----- | ---- | ---- | ---- | ---- | ---- | ---- | ---- | ---- | ----- | ---- | --- |
| Средний суточный максимум, °C | −6,1  | −4,9  | 1    | 10,3 | 18,2 | 21,8 | 23,7 | 21,6 | 15,4 | 7,9  | 0,3   | −4   | 8,8 |
| Средняя температура, °C       | −9,2  | −8,6  | −3   | 5,4  | 12,5 | 16,4 | 18,4 | 16,3 | 10,7 | 4,5  | −2    | −6,6 | 4,6 |
| Средний суточный минимум, °C  | −12,6 | −12,5 | −6,8 | 0,9  | 6,8  | 10,9 | 13,2 | 11,4 | 6,5  | 1,5  | −4,4  | −9,5 | 0,5 |
| Норма осадков, мм             | 40    | 32    | 30   | 33   | 50   | 71   | 81   | 75   | 58   | 57   | 47    | 44   | 618 |
| Источник: MSN Weather         |       |       |      |      |      |      |      |      |      |      |       |      |     |

## Экономика
Значительную долю оборота средств города создаёт жилищный сектор, относительно невысокими темпами, но всё же ведётся строительство жилья. В последнее время активизировалось строительство и реконструкция под аренду в исторической части.

### Сфера услуг, торговля, финансы

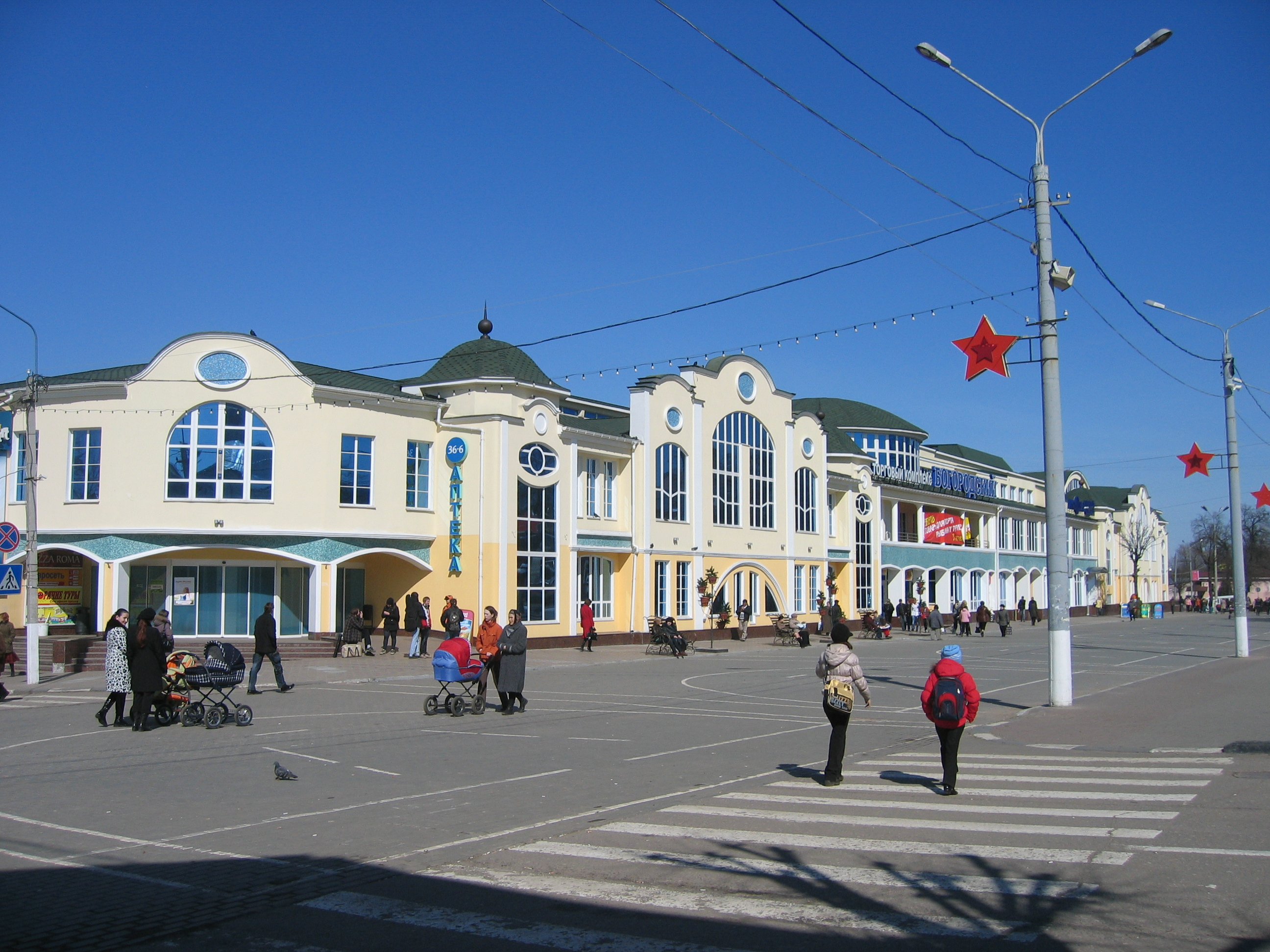
Торговый комплекс «Богородский» и пешеходная зона в центре города

В разных микрорайонах работают три рыночных комплекса, четыре крупных торговых комплекса, сетевые магазины: «Дикси», «Магнит», «Эльдорадо», магазин цифровой техники «DNS», «М.Видео», «Техносила», «Евросеть», «Связной», «Л’Этуаль», «OGGI», «Терволина», «Adidas», «Reebok», «Перекрёсток», «О’кей», «Пятёрочка», «Фикспрайс». Есть четыре ресторана, несколько баров и кафе, множество летних кафе, закусочная «Макдоналдс», «БургерКинг», KFС.
Имеются кинотеатр, несколько бильярдных, танцевальные клубы, фитнес-клубы, тренажёрные залы, бассейн.
Работают пять бань, три ателье, две прачечные, химчистки, парикмахерские, ремонты, косметические салоны.
Имеется шесть гостиниц. Работают несколько туристических агентов.
Жилищно-коммунальные услуги предоставляются компаниями УК «СпецКомСервис», УК ЖКУ, УК «Олимп», «Богородские коммунальные системы», «Ногинская электросеть», «Ногинскмежрайгаз», несколькими котельными и компаниями по вывозу ТБО, расчётным центром, множеством ремонтных бригад, компаний по установке дверей и окон.
Развиты платные медицинские услуги, есть негосударственные лаборатории, работают стоматологические клиники, предоставляются платные услуги и в государственных учреждениях.
Значительно количество небольших риэлторских и юридических фирм. С 2011 года в городе работает отделение холдинга Миэль. Из банковских учреждений банкоматами и отделениями в городе представлены около пятнадцати банков (Сбербанк, Возрождение, ВТБ, Россельхозбанк и ряд других финансовых организаций). Открыты офисы страховых компаний Росгосстрах, Ингосстрах, Гута-Страхование, МАКС, ВТБ Страхование, Согласие, РОСНО, Россия, РЕСО-Гарантия, АльфаСтрахование, СОАО «ВСК» и др.

### Промышленность
Исторически развитие города было связано с крупными текстильными предприятиями, на конец 2000-х в городе наибольший импульс получили пищевая и промышленность строительных материалов.

#### Пищевая промышленность
- ОАО «Русское море»
- Ногинский мясокомбинат (не работает с марта 2011 года)
- ООО «Ногинский пищевой комбинат»
- ООО «Ногинский масло-жировой комбинат»
- Хлебокомбинат, молокозавод, хладокомбинат.
- ООО «МПЗ Богородский»
- ТМ «ОКРАИНА»
- Московский филиал ОАО «Эфко»
- ЗАО «Агрокомплекс Ногинский»

#### Промышленность строительных материалов
- Богородская фабрика камня — изделия из натурального камня, такого как гранит, мрамор, травертин, оникс, известняк, песчаник (территория бывшего Ногинского мясокомбината);
- Ногинский керамический завод;
- «Ногинский стройфарфор» — производство унитазов;
- ООО «Ногинский комбинат строительных смесей»;
- ЗАО «Ногинский завод кровельных и гидроизоляционных материалов»;
- «Богородский растворо-бетонный узел»;
- ООО «Партнер-Электро» — производство кабельно-проводниковой продукции;
- «Estima» — производство керамогранита.
- «Кожа в интерьере» — производство мягкой кожаной плитки и панелей
- ООО «Ногинск-Бетон» — производство товарного бетона и раствора

#### Военно-промышленный комплекс
- филиал ОАО «НПО „Прибор“» (промышленность боеприпасов);
- ОАО «Эталон» (электронное машиностроение) — оборудование электронной промышленности, приборы электронные пьезоэлектрические.

#### Машиностроение
- OOO НПП «Колдмэн» — производство промышленного холодильного оборудования и насосных станций
- ОАО «Ногинский завод топливной аппаратуры» — топливная аппаратура, в том числе сельскохозяйственной техники;
- ООО «СЭЛПА-1» — котельно-вспомогательное и водоподготовительное оборудование;
- ОАО «Литейно-механический завод» — художественное литьё и ковка, кованая мебель, изготовление лестниц, ограждений из цветного металла и дерева; благоустройство территорий, реставрационные работы;
- НПЦ «КРОПУС» — производство оборудования для технической диагностики опасных производств (дефектоскопы, толщиномеры и пр.), промышленных систем контроля качества продукции в машиностроении, авиакосмической, атомной и военной промышленности;
- ООО «Реконд» — кондитерский инвентарь и оборудование.

#### Мебельная промышленность
- Ногинская фабрика стульев
- ООО «Мебель Молчанов»
- «Макс-мебель»
- ООО «Армата»
- Фабрика мебели «MOON — Живые диваны»
- «Кожа в интерьере» — производство мягкой кожаной плитки и панелей
- Фабрика мягкой мебели «ESTILO»
- Рулонные шторы Rulmo (Рулмо)

#### Лёгкая промышленность
- OOO «Текстиль М»[78] — пошив спецодежды;
- ОАО «Красная лента» — текстильно-галантерейное предприятие.

#### Химическая промышленность
- «Арнест Косметикс» (бывший завод Oriflame) — производство косметических средств.

### Энергетика
От Московского кольцевого газопровода город запитан природным газом, основная часть котельных города работает на магистральном газе.
Через городской район Красный Электрик проходит магистральная ЛЭП 500 кВ Москва — Тольятти. В южной части Ногинского муниципального района Московской области в г. Ногинск, пос. Красный Электрик размещена крупная электроподстанция 500 кВ. Владельцем подстанции является ПАО «ФСК».
Подстанция занимает территорию около 22 гектар. Подстанция введена в эксплуатацию в 1956 г. Технологическая часть подстанции включает в себя оборудование пяти классов напряжения: 500 кВ, 220 кВ, 110 кВ, 10 кВ, 6 кВ. На территории ПС 500 кВ Ногинск также располагаются: ОРУ 500 кВ, ОРУ 220 кВ, ОРУ 110 кВ, КРУН 10 кВ, здание ГЩУ, компрессорные высокого давления и вспомогательные здания, и сооружения. Особенностью подстанции является применение однофазных трансформаторов собранных в трёхфазные группы (3х180 МВА и другие). Суммарная мощность силовых трансформаторов установленных на подстанции составляет 1675 МВА (без учёта компенсирующих устройств).
В настоящий момент ведётся комплексное техническое перевооружение и реконструкция ПС 500 кВ Ногинск. Основными задачами реконструкции являются: — увеличение пропускной способности подстанции, — замена устаревшего и выработавшего ресурс оборудования, — подключение новых потребителей электроэнергии, — повышения надёжности в части электроснабжения и транзита мощности.
Основные проектные решения: — перевод открытой части подстанции (ОРУ) в закрытое исполнение со строительством семи новых зданий для установки трансформаторов и распределительных устройств (не включая здания вспомогательного назначения), — применение комплектных распределительных устройств 500 кВ, 220 кВ, 110 кВ с элегазовой изоляцией, — установка трёхфазных силовых трансформаторов и автотрансформаторов,
— применение современных цифровых систем релейной защиты и автоматики,
— внедрение современной автоматизированной системы управления.
После реконструкции ПС 500 кВ Ногинск должна иметь следующие основные показатели: — количество силовых трансформаторов/автотрансформаторов — 8 шт. (установленной мощностью 2200 МВА), — количество подключаемых ВЛ 500 кВ — 3 шт., — количество подключаемых ВЛ 220 кВ — 7 шт., — количество подключаемых фидеров 10 кВ — 58 шт., — количество подключаемых фидеров 6 кВ — 7 шт. Реконструкция подстанции должна быть закончена в 2021 году.
В городе размещён филиал МОЭСК — Ногинские электрические сети обслуживающий практически всё восточное подмосковье.
На территории города размещена крупная нефтебаза с резервуарами ёмкостью свыше 5 тыс. м³. Производится оптовая продажа и перегрузка сжиженного газа с железнодорожных в автоцистерны.

### Агропромышленный комплекс
- Межрайонный центр по племенной работе — ОАО «Московское» по племенной работе

### Социальное положение
Около 30 % населения города занято в промышленности города и района, не менее 25 % работают в Москве, 13 % заняты в сфере услуг, 7 % в образовании, 6 % в здравоохранении.

## Транспорт

### Пассажирский
Пассажирский автомобильный

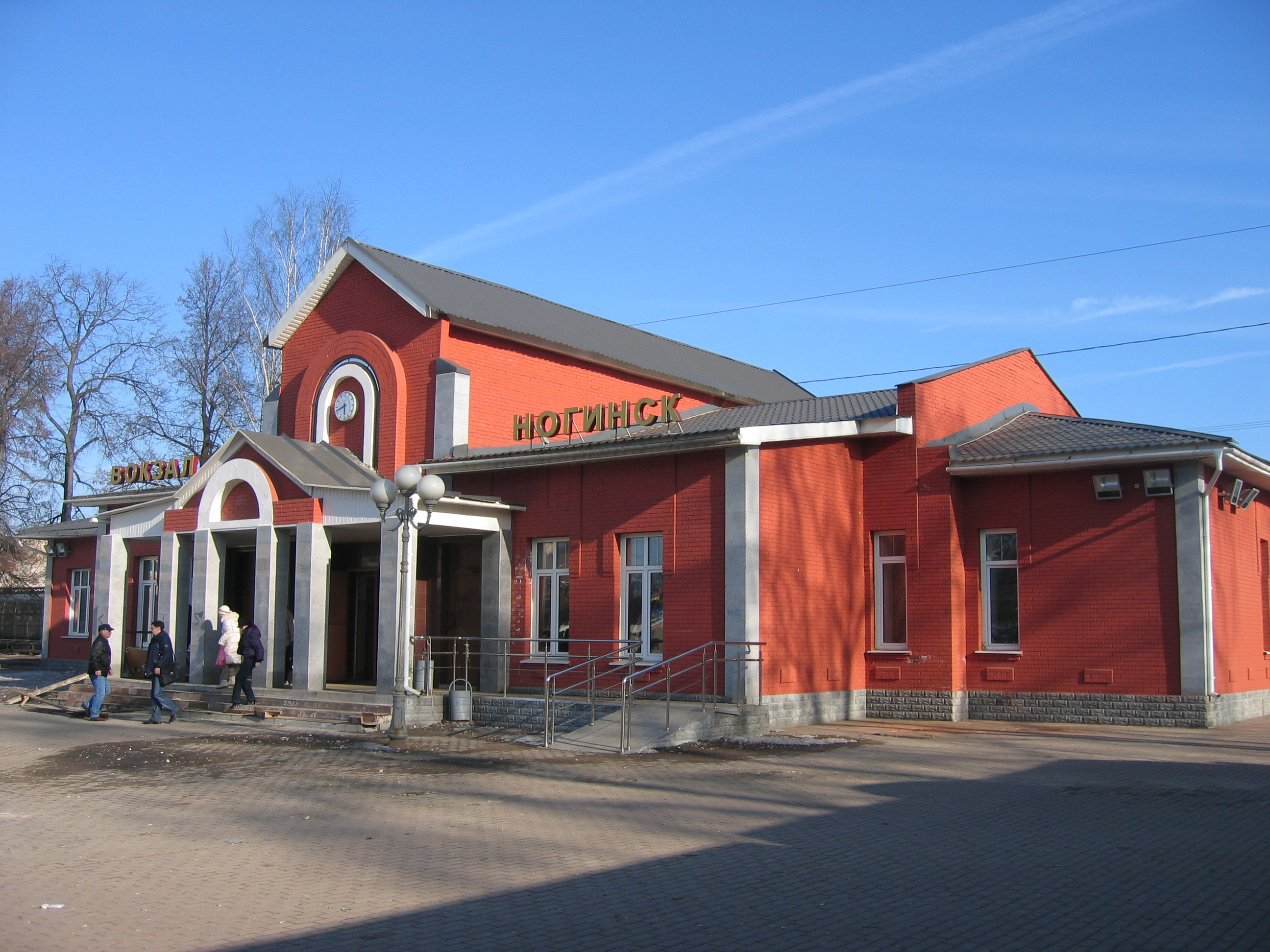
Железнодорожный вокзал

Оживлённое пассажирское движение обслуживает городской автовокзал, на котором работают как автоколонна АО «Мострансавто», так и частные транспортные предприятия, таксисты. Автоколонна обеспечивает 10 внутригородских, 17 внутрирайонных маршрутов и три маршрута, сообщающих город с Москвой (время в пути примерно 1 час (экспресс) — 1 час 15 минут). Организовано прямое автобусное сообщение с городами: Москва, Балашиха, Электросталь, Павловский Посад, Электрогорск, Черноголовка, Электроугли, Старая Купавна. Весь город охвачен движением коммерческого маршрутного такси (пять мелких предприятий) и такси (четыре частных предприятия).
Пассажирский железнодорожный

Трамвай в Ногинске (2006 г.)

В городе действуют железнодорожная станция Ногинск и платформа Захарово. Прямое сообщение электропоездами с городами Москва, Электросталь, Электроугли, Железнодорожный, Реутов (отправление каждый час, время в пути до Курского вокзала (пересадка на станции метро «Курская (кольцевая)», «Курская (АПЛ)» и «Чкаловская») составляет в среднем 1 час 40 минут. Раз в сутки курсирует экспресс, время в пути — 1 час 20 минут.
В пределах Ногинска было возможно передвижение на городском трамвае по маршруту Доможирово — посёлок Октября. Особенностями системы, введённой в эксплуатацию в 1924 году, являлись однопутная линия и деревянные опоры контактной сети. 1 апреля 2011 года движение трамвая было временно закрыто на неопределённый срок. 30 апреля 2012 года началась обкатка перед восстановлением пассажирского движения и 1 июля 2012 года было возобновлено движение с пассажирами (один вагон, 4 рейса в день по данным газеты «Волхонка». С 10 августа того же года и в дальнейшем неоднократно трамвайное сообщение снова останавливалось. 11 июня 2013 года ногинский трамвай совершил последний рейс, к осени 2013 года произведён почти полный демонтаж контактной сети. Вскоре был запущен автобус от «Мострансавто» по маршруту трамвая, однако в начале 2015 года он прекратил работу.

### Грузовой
Город выгодно располагается на двух крупных автодорогах — М7 «Волга» Москва — Уфа и А107 «Московское малое кольцо» (ММК), и одновременно имеет выход на сеть железных дорог РЖД. Расстояние по Горьковскому шоссе до Москвы из самой отдалённой части города не более 50 км.
В городе работают 3 организации обслуживания грузового автотранспорта, имеется стоянка грузового транспорта (с гостиницей и бытовым обслуживанием), два крупных складских комплекса с выходом на железнодорожную сеть — один из них на проходе Малого Кольца по городу.
Действует предприятие промышленного железнодорожного транспорта «Ногинское ППЖТ» имеющее свой складской комплекс и производственные мощности. Большинство промышленных площадок (бывших предприятий) имеет выход на железнодорожную сеть, непосредственно у станции Ногинск и вдоль автомобильного кольца расположена контейнерная станция с возможностями перегрузки с железной дороги на автотранспорт.

### Автомобильный
В городе работают 14 автомастерских, множество автомагазинов, три отдельные автомойки, более десятка гаражных кооперативов, четыре организации эвакуирующие автомобили, 9 Бензиновых АЗС, несколько АГЗС, одна АГНКС, пять автошкол, отделения ГАИ и транспортной инспекции.
Время в пути по Горьковскому шоссе (альтернативно — Щёлковское шоссе) до г. Москва (МКАД) на автотранспорте в зависимости от времени суток, дня недели и района города составляет от 40 мин. до 2 часов

### Дорожно-мостовое хозяйство
Город включает в себя несколько разобщённых районов, а потому имеет довольно протяжённую сеть дорог: свыше 32 км только транзитных автодорог (исключая федеральные) значительная их часть имеет тротуары, свыше 40 км межквартальных с твёрдым покрытием, 13,7 км трамвайного пути, не менее 20 км железнодорожного пути общего пользования, 12 автомобильных мостов из них два через реку Клязьма, два совместно трамвайные; 9 организованных пешеходных переходов из них один подземный (под кольцевой дорогой), один железнодорожный, пять мостовых пешеходных и один по плотине через Клязьму. Десять железнодорожных переездов, два путепровода с развязками, один проход Горьковского шоссе над железной дорогой, реконструированный в 2005 году, другой относится к кольцевой дороге и находится в изношенном состоянии. Есть два однопутных железнодорожных моста, один из них — металлический длиной 190, шириной 7 метров проложен над Клязьмой.
Серьёзной проблемой организации движения в городе является кольцевая автодорога, проходящая прямо через центр города по узким улицам и через перекрёстки с другими оживлёнными улицами.

## Образование
В городе работают 12 детских садов, три ясли-сада, 15 учреждений начального и среднего общего образования. По причине неплохой подготовки специалистов в городском педагогическом колледже в местных школах обучение удерживается на хорошем уровне, осуществляются альтернативные школьные программы.
Из специальных учреждений есть школа-интернат, спецшкола-интернат, спортивная школа-интернат, вечерняя школа. Из учебных заведений с различными уклонами выделяются православная классическая гимназия имени Константина Богородского, «Ломоносовский лицей», существует Ногинский кадетский корпус им. Б. В. Громова на базе МБОУ СОШ № 21, музыкальная и художественная школы, языковой культурный центр Hello, развито и частное обучение.
Действуют два ПТУ с количеством студентов около 600 человек (2004), четыре ССУЗа порядка 2 тыс. студентов (2004), Имеются педагогическое, медицинское, торгово-экономическое и политехническое средние специальные учебные заведения.
Есть в городе и пять ВУЗов (четыре государственных и один негосударственный некоммерческий) с 3 тыс. студентов (2004). Подготовка специалистов с высшим образованием расширилась в созданных в последнее время вузах.
Предлагаются платное обучение и различные профильные курсы средними (педагогическое, медицинское и торговое училища) и высшими учебными заведениями. Есть курсы иностранных языков. На основе центра занятости организуются различные образовательные программы, действуют пять автошкол.

## Культура
На рубеже XIX—XX веков город являлся крупным центром старообрядческого певческого искусства: в нём вёл активную творческую деятельность «Хор любителей древнего церковного знаменного крюкового пения при фабрике Богородско-Глуховской мануфактуры». Поскольку в описываемый период мануфактура принадлежала предпринимателю Арсению Ивановичу Морозову (1850—1932), коллектив также принято называть «Морозовским старообрядческим хором», «Хором А. И. Морозова». Репертуар хора составляли богослужебные песнопения различных распевов: знаменного, демественного, путевого, большого и др. В 1908—1911 годах коллектив провёл серию выступлений в концертных залах Санкт-Петербурга и Москвы (Большой зал Московской консерватории), что явилось новшеством: до этого времени старообрядческое литургическое пение можно было услышать лишь во время богослужений. По примеру Морозовского хора были организованы аналогичные певческие коллективы в Ростове-на-Дону, Санкт-Петербурге, Риге и других городах. Многие вокалисты Морозовского хора выезжали в качестве преподавателей крюкового пения в другие старообрядческие общины. Отдельные выступления коллектива были записаны на граммофонные пластинки.
В городе работает Московский областной театр драмы и комедии (до 2012 г. — Ногинский государственный драматический театр). Размещён в здании постройки 1915 года, где с 2006 по 2010 год проводился капитальный ремонт. В настоящее время театр открыт, но борется за выживание, против нового директора — Александра Морозова.
В городе есть четыре крупных парка. В центральном в летний сезон открыта площадка для детских развлечений (катание на роликовых коньках и на досках), второй, Глуховский, располагает лодочной станцией на берегу Черноголовского пруда. На левом берегу Клязьмы, в верхнем течении, за районом Заречье расположен дендрологический парк Волхонка.
Также имеются: самодеятельный театр юного зрителя, Дом художника, два музея (в том числе краеведческий), шесть домов культуры, шесть библиотек, центр детского и юношеского творчества, 16 клубов и обществ (туризма, поэзии, знакомств и др.), кинотеатр «Рассвет» и т. д.

## Религия
Из приходов РПЦ, кроме Богоявленского и Тихвинского соборов в центре города, действуют Успенский храм в Успенском, храм свщмч. Константина Богородского в Октябрьском посёлке и храм св. Матроны Московской на улице Климова.
В Ногинске имелся храм УПЦ КП, который позже стал частью Православной церкви Украины. 11 апреля 2024 года этот единственный в России храм ПЦУ был снесён.
Из протестантских есть места служения баптистов, пятидесятников, церкви «Слово Жизни», адвентистов, Харизматической церкви, действуют общины свидетелей Иеговы.
Мусульманская религиозная община зарегистрирована в Ногинске с 1996 года. 28 октября 2010 года на Южной ул., 35 была открыта мечеть и при ней новое помещение для медресе (действующего с 1998 года).

## СМИ и связь
Город находится в зоне охвата передатчиков Останкинской телебашни и Балашихинской радиомачты.
Из города в эфире вещают Радио Ногинска (104,9 МГц) и ТВН (совместно с телеканалом 360° Подмосковье на 28 ТВК), ретранслируется Радио России (107,2 МГц). Работает кабельная телевизионная сеть, вещающая 30 каналов.
Печатаются две муниципальные (одна два, другая три раза в неделю, общим тиражом около 40 тыс. в неделю), ежемесячная газета Богородского благочиния РПЦ тиражом 14 тысяч и несколько рекламных газет.
Основными интернет-провайдерами являются компании Флекс, АртЭкс и Билайн, предоставляющие также и услуги трансляции IP-телевидения.
Стационарную телефонную связь предоставляет центральный узел электросвязи (ЦентрТелеком), почтовую — широкая сеть отделений Почты России.
Через город проложена мощная линия связи через ТЦМС-21146 Ростелеком (Ногинск) на М10 (Москва), имеется центр спутниковой связи.

## Спорт
В микрорайоне Глухово (до 1917 года — посёлок) действует спортивный комплекс «Знамя», включающий освещаемый стадион с футбольным полем, беговыми дорожками и бетонным велотреком, два крытых здания для проведения тренировок и соревнований с современным баскетбольным залом, малое футбольное поле с высокой оградой, хоккейную коробку и автостоянку. Комплекс расположен на берегу Черноголовского пруда, вокруг него — крупный массив леса, используемый для тренировок, соревнований и просто отдыха. В баскетбольном зале комплекса тренируется женская баскетбольная команда «Спартак-Ногинск» — сильнейшая на 2010 год команда во втором женском дивизионе.
Основной футбольный стадион, находится в спорткомплексе «Автомобилист» расположенном в центре города, имеет трибуны вместимостью 2000 человек. Стадион является местом базирования команды «Знамя», с 2001 по 2009 годы здесь же тренировался и женский клуб «Надежда». Кроме футбольного поля в составе комплекса беговые дорожки, открытый теннисный корт с резиновым покрытием, площадка для мини-футбола, гимнастические снаряды и недостроенное крытое здание, рядом с комплексом ещё одно небольшое футбольное поле.
Имеется небольшой спорткомплекс «Старт» со стадионом в Доможирово, стадион с открытой баскетбольной площадкой на Октябрьском и стадион в Истомкино.
В городе действует Детско-юношеская спортивная школа, один из воспитанников школы — футболист Ренат Янбаев. Действует множество спортивных секций и школ, среди них наиболее знаменита школа Бокса.
На южной окраине города в лесу находится лыжная трасса, где иногда проходят соревнования по лыжам. Возле её берега протекает река Солонога.
Работает станция юных туристов, поддерживающая активный отдых, в том числе и спортивный туризм и внешкольное образование.
В 1990-х годах на базе РОСТО (ДОСААФ) на городском пруду проводились соревнования по водно-моторному спорту в юношеском классе.

## Достопримечательности

### Усадьбы
- Волхонка (Торбеево).
- Глухово. Включает в себя:
  - Особняк А. И. Морозова (1907—1908, архитектор А. В. Кузнецов). На рубеже ХХ−XXI веков здание было заброшено, однако в 2016 году в нём начались реставрационные работы, и с 16 октября 2017 года особняк стал доступен для посетителей[92].
  - Особняк П. А. и С. А. Морозовых (1908, архитектор А. В. Кузнецов). Здание перестроено. С 2001 года его занимает гостиница «Лидер».
- Успенское. Включает в себя:
  - Церковь Успения Пресвятой Богородицы (1753—1755). Старейшая постройка, сохранившаяся на территории Ногинска.

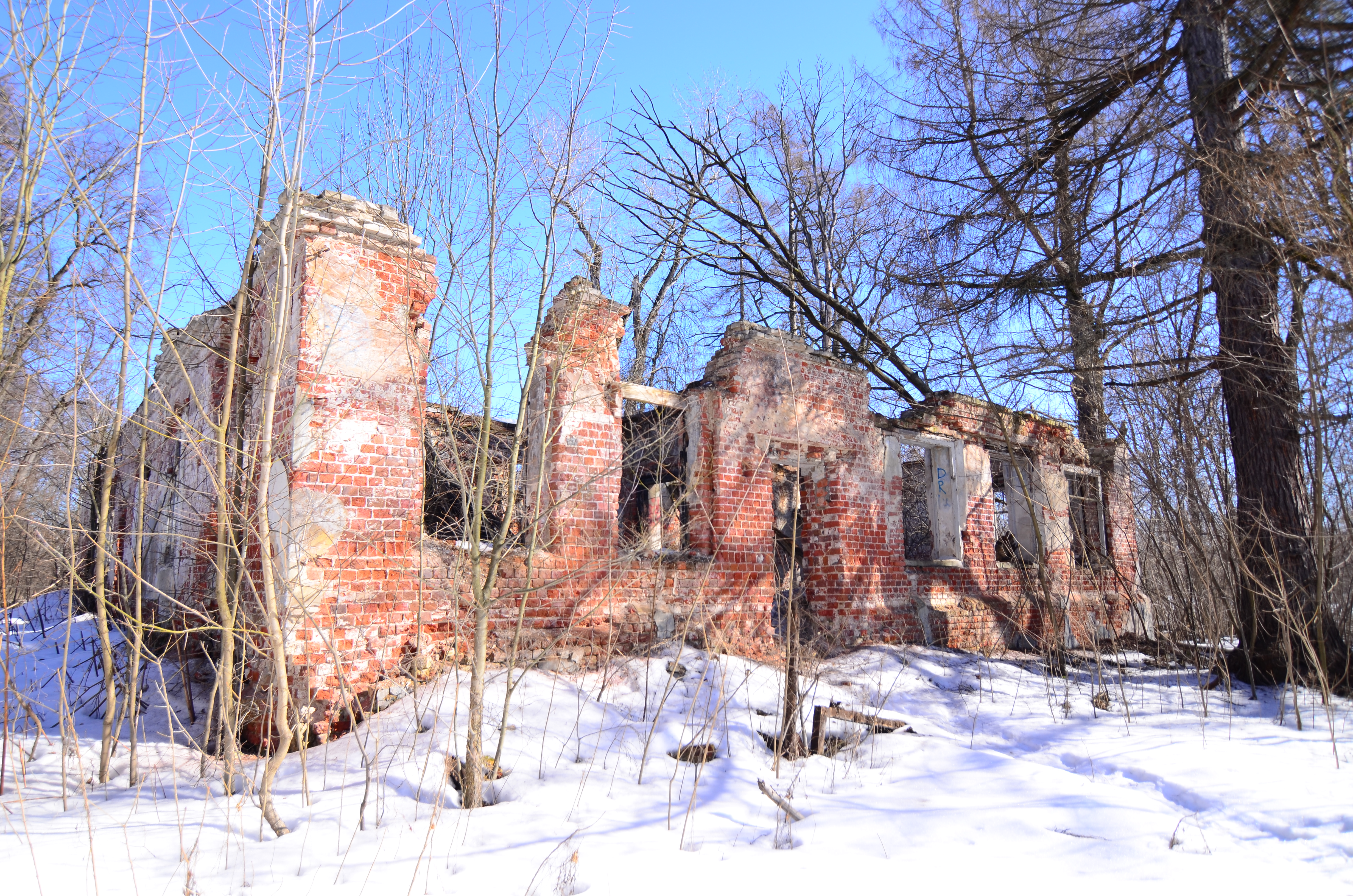
Волхонка. Руины главного дома
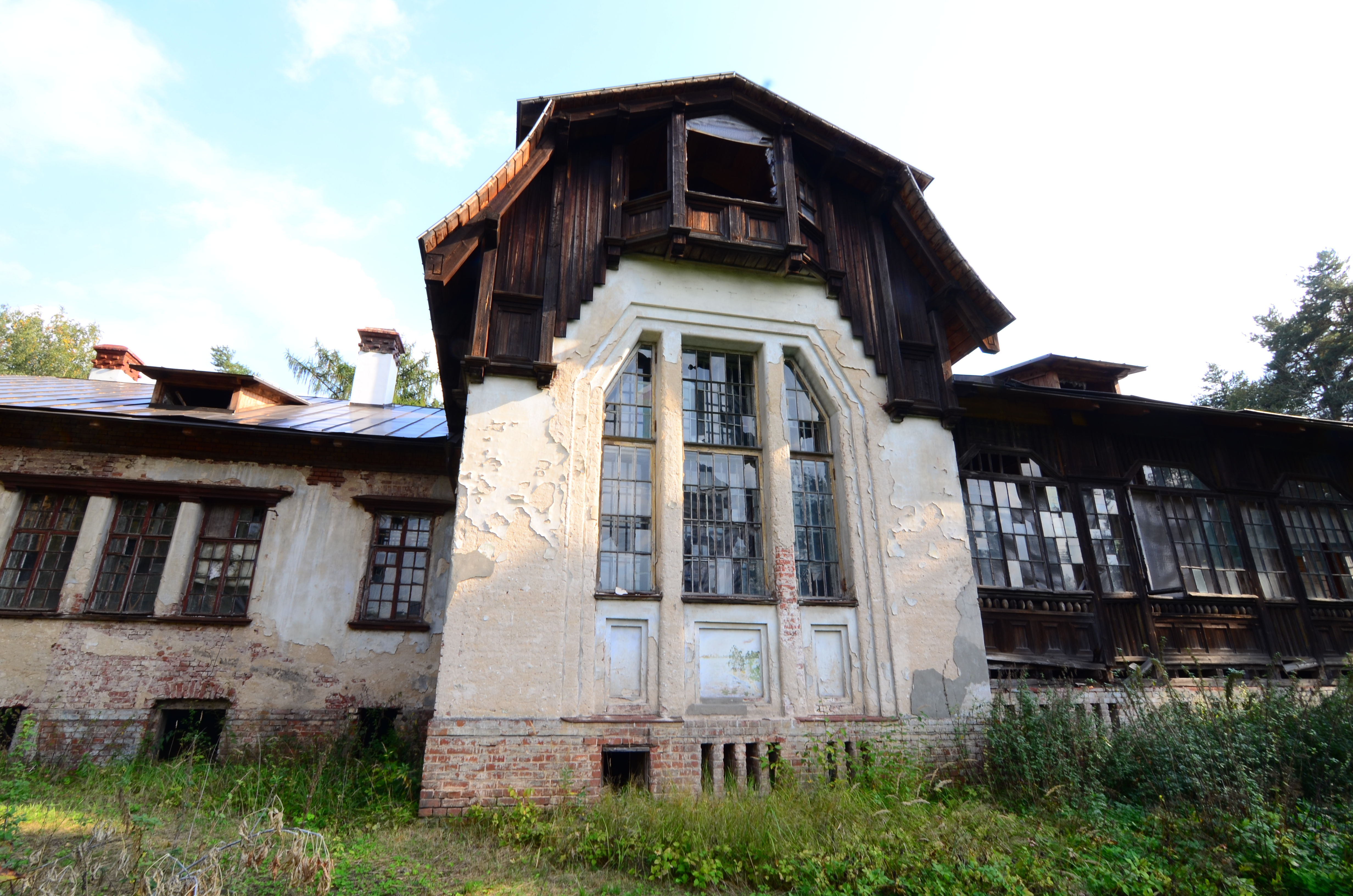
Глухово. Летний дом при особняке А. И. Морозова (до начала реставрации)
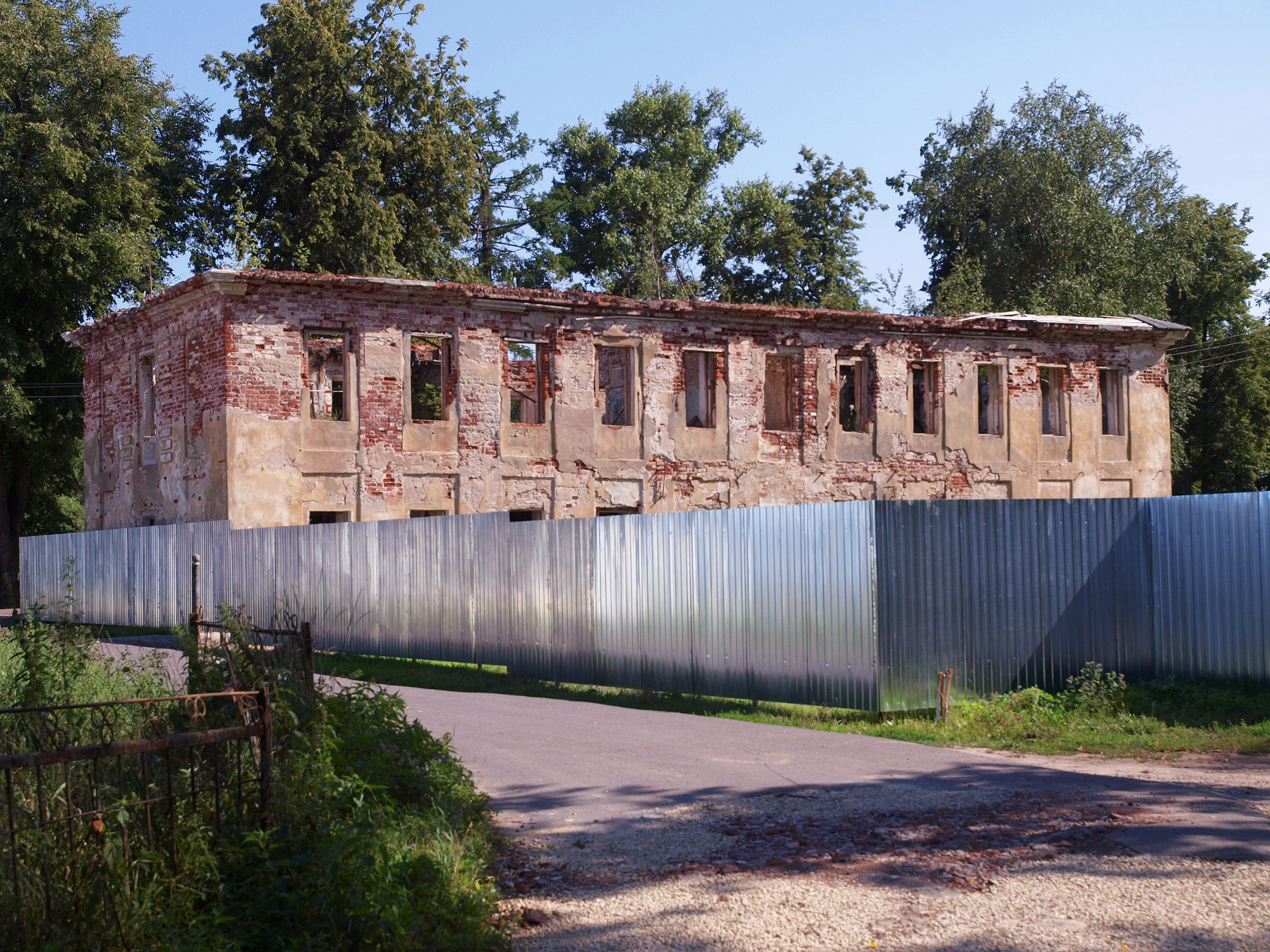
Успенское. Руины главного дома
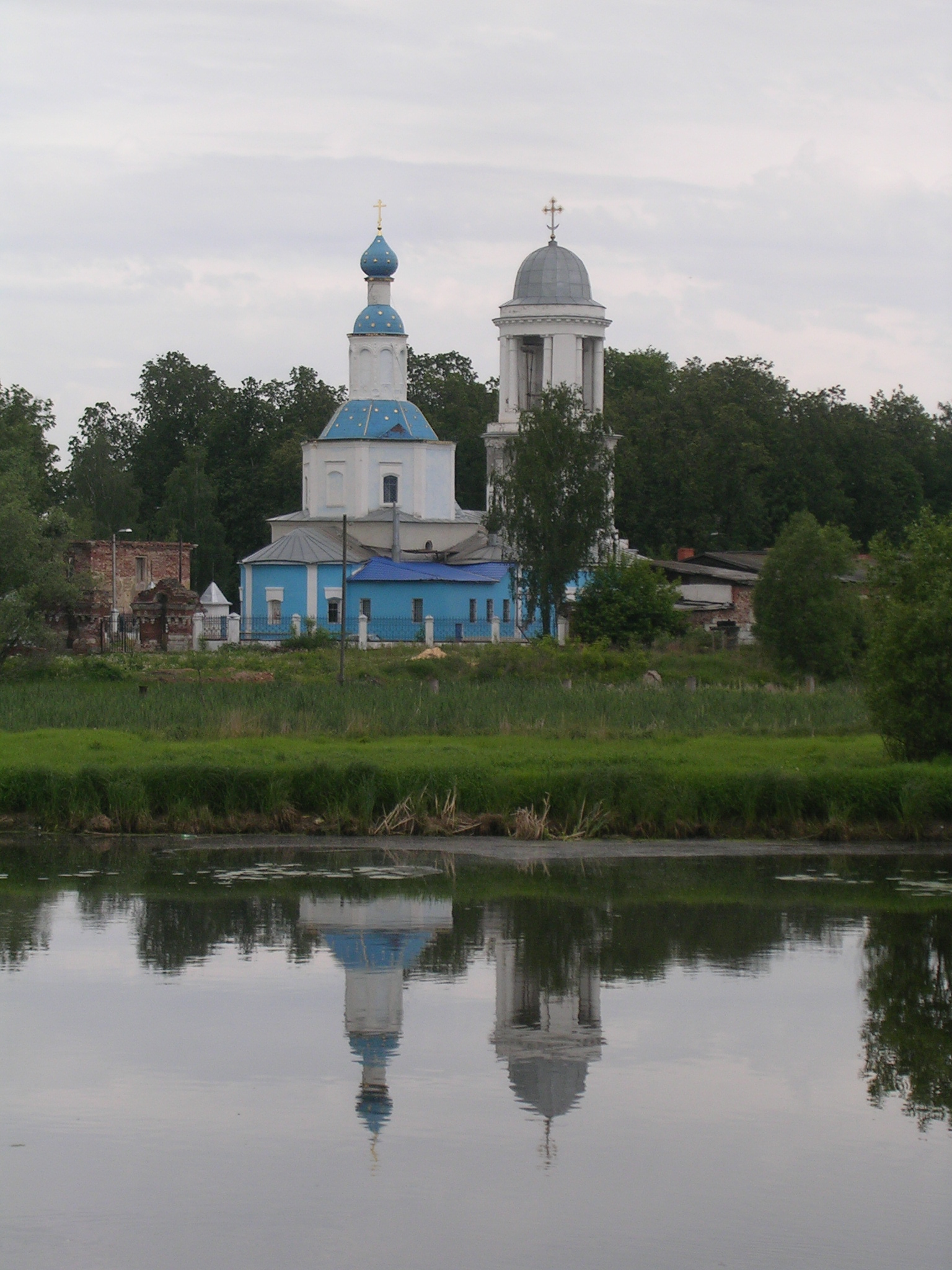
Успенское. Церковь Успения Пресвятой Богородицы

### Памятники скульптуры и архитектуры

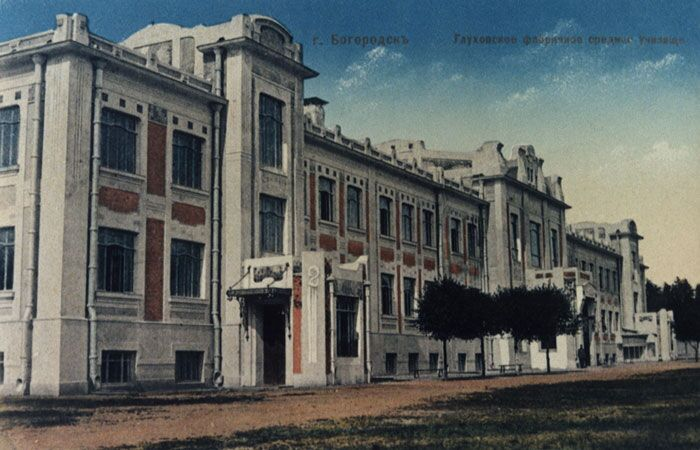
Училище при Богородско-Глуховской мануфактуре (фото 1911 г.)

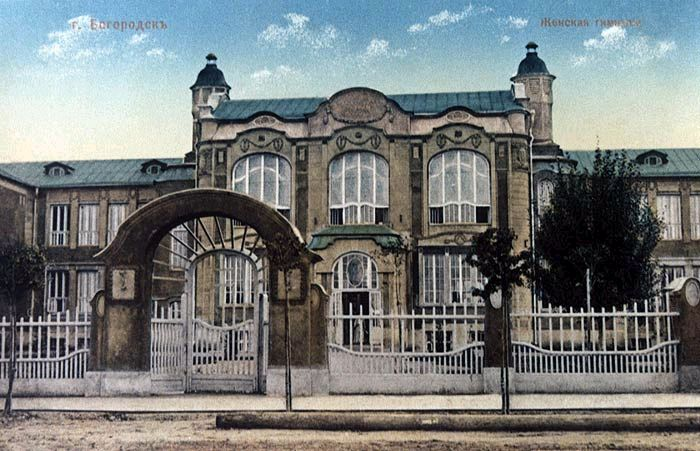
Женская гимназия (фото 1911 г.)

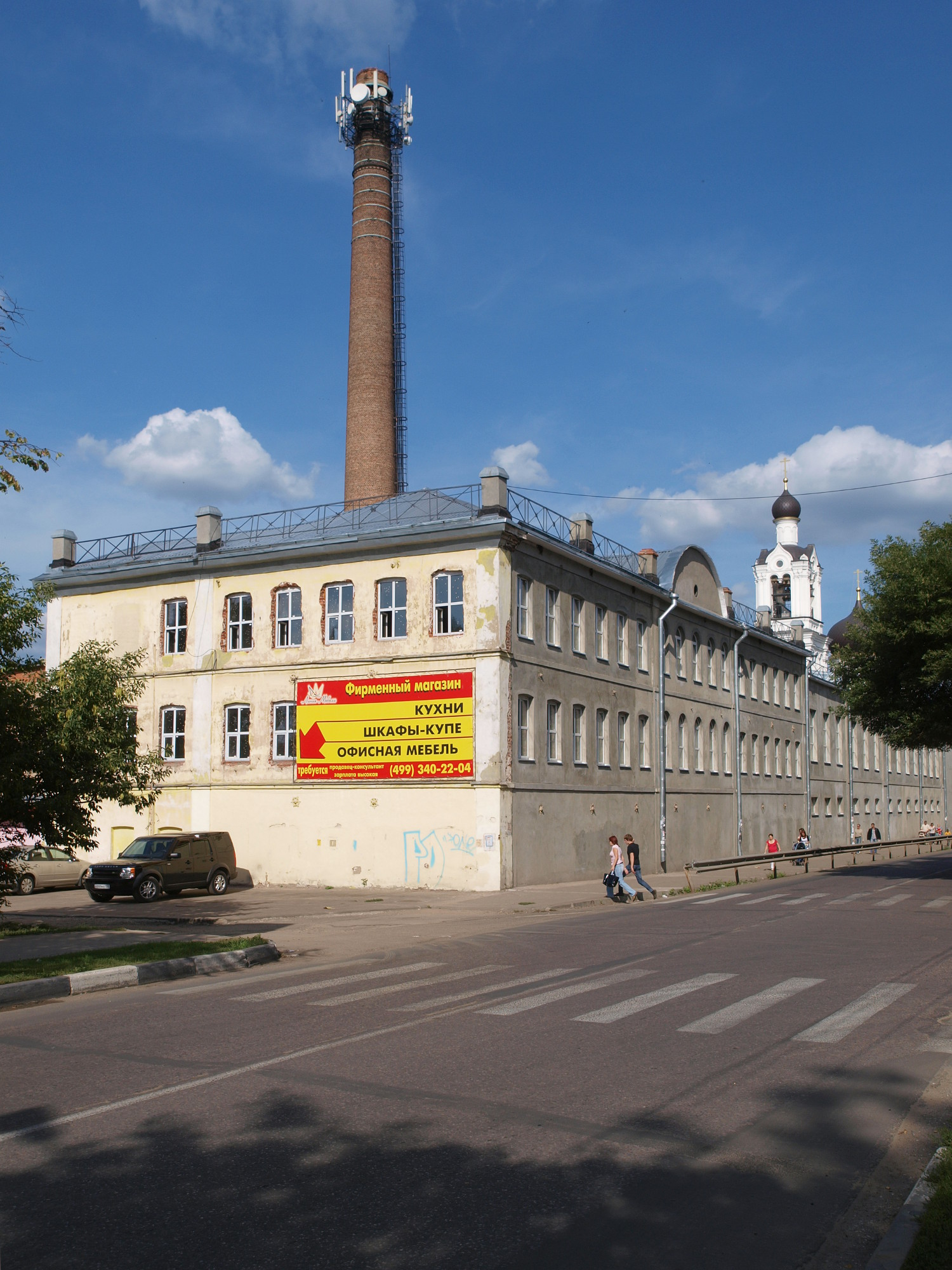
Ново-Ногинская шерстяная фабрика

- Собор Богоявления — однокупольный храм в стиле позднего классицизма, выстроен на месте старой каменной церкви 1755—1767; трапезная с Покровским и Никольским приделами — 1823 год; возведённая тогда же колокольня надстроена четвёртым ярусом в 1886 году. Закрыт в 1938 году; в 1993 году вместе с настоятелем перешёл в РПЦЗ, но в том же году присоединился к УПЦ КП; с 1997 года принадлежит РПЦ. Главный храм Богородского благочиния (территория Ногинского района). В храме покоятся мощи священномученика Константина Богородского (Голубева) (1852—1918), обретённые в 1995 году.
- Храм Тихвинской иконы Божией Матери (дата постройки: между 1857 и 1887 годами). В советское время в здании находился кинотеатр «Юность». В конце XX — начале XXI веков храму был возвращён первоначальный вид.
- Тюремный замок с церковью Святой Великомученицы Татианы (здание «замка»: между 1833 и 1841 годами: церковь: 1898 год, архитектор А. Н. Кнабе). Постройка Кнабе не сохранилась. В конце XX века церковь в честь той же святой была построена вновь, но в другой части территории учреждения и по иному проекту[93].
- Дом фабрикантов Соповых (нач. XX в.).
- Здание Общественного собрания (1903—1908, архитектор А. В. Кузнецов).
- Новоткацкая фабрика Богородско-Глуховской мануфактуры (1906—1908, архитектор А. В. Кузнецов).
- «Морозовские казармы» — общежития для рабочих Богородско-Глуховской мануфактуры (1907, архитектор А. М. Марков).
- Средняя школа № 2 им. В. Г. Короленко, новое здание (бывшая женская гимназия; 1906—1908, архитектор А. В. Кузнецов).
- Средняя школа № 10 (бывшее училище при Богородско-Глуховской мануфактуре; 1908, архитектор А. М. Марков).
- Старообрядческая церковь пророка Захарии и преподобномученицы Елизаветы (1911, архитектор И. Е. Бондаренко). Закрыт в 1926 году. 31 марта 2024 года передан Русской православной старообрядческой церкви[94]
- Ногинский педагогический колледж (бывшее Богородское уездное реальное училище; 1912—1913, архитектор К. Карасёв).
- Памятник В. И. Ленину (1924, скульптор Ф. П. Кузнецов). На памятной доске, установленной рядом с монументом, значится: «Первый в мире памятник В. И. Ленину. Открыт 22 января 1924 года». На лицевой стороне постамента — надпись: «Больше доверия к силам рабочего класса. Мы должны добиться того, чтобы каждая работница могла управлять государством». На обратной стороне: «Автор памятника рабочий „Глуховки“[95] Ф. П. Кузнецов».
- Памятник А. Г. Железнякову (1949, скульптор Ф. П. Кузнецов). Советская пресса отмечала, что образ участника революции «создан почти с фотографической точностью», а автор отзывался об этом памятнике как о самой лучшей своей работе[96].
- Памятник Екатерине II (2006, скульптор И. Котенев).

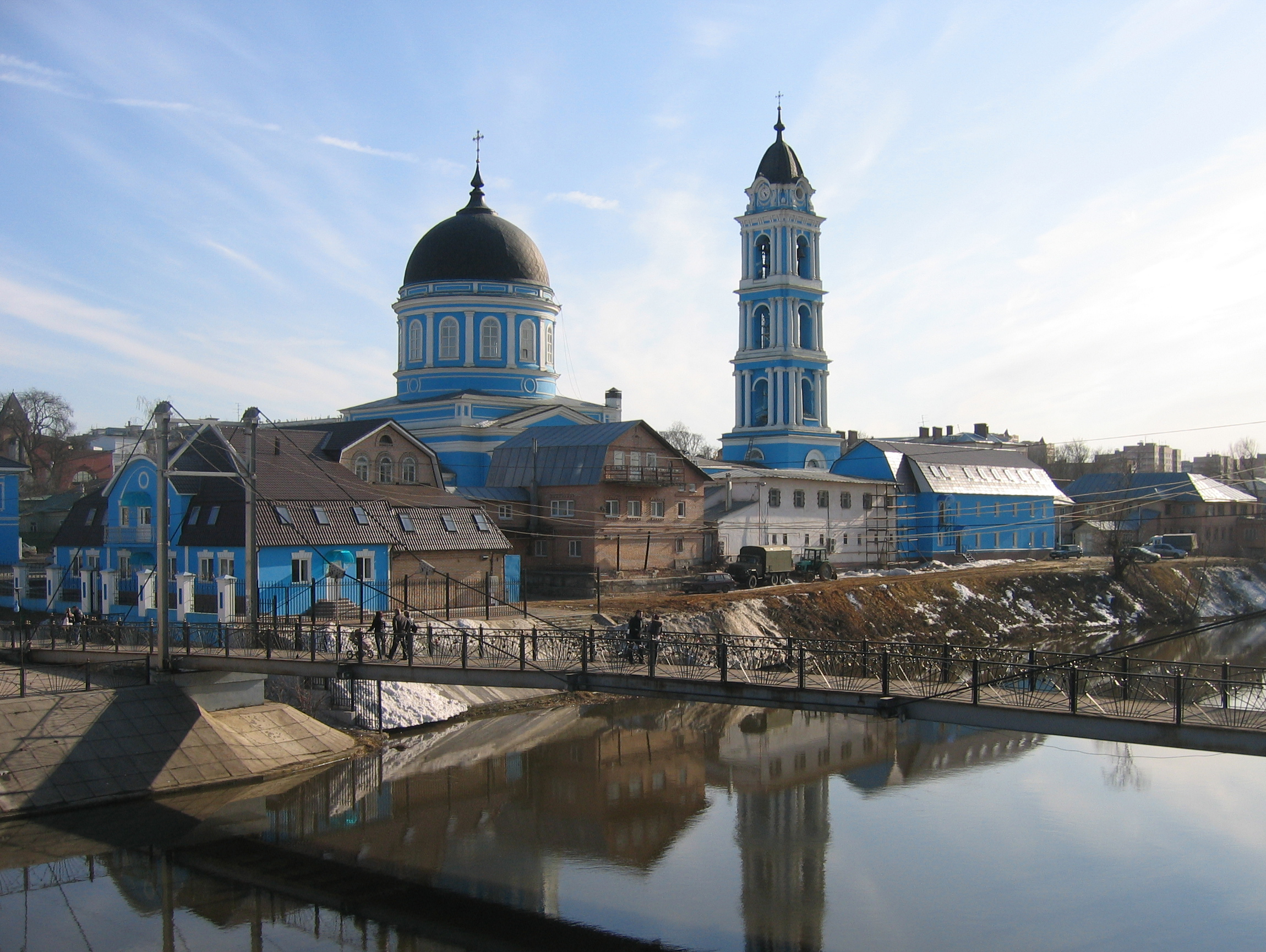
Богоявленский собор
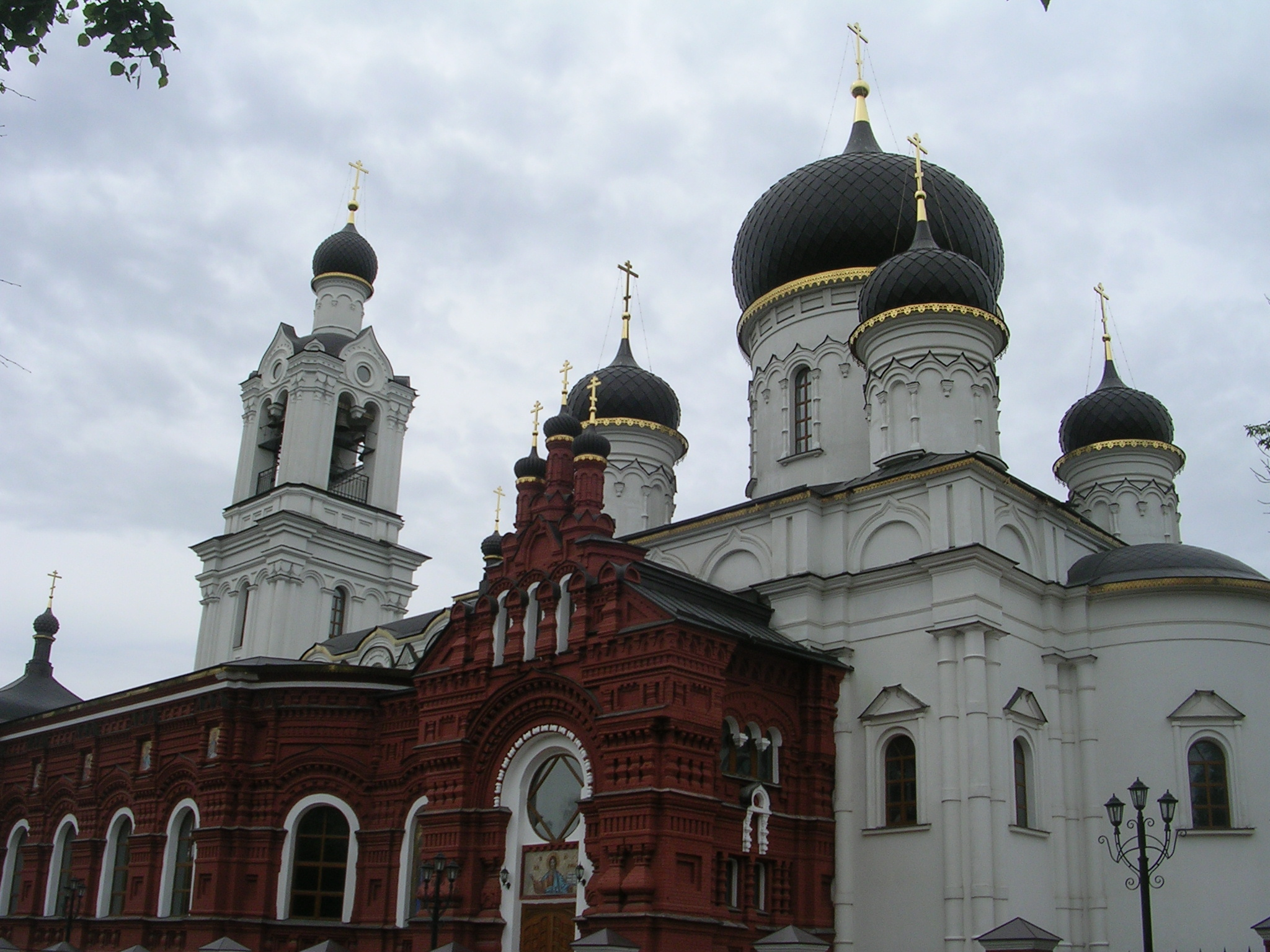
Храм Тихвинской иконы Божией Матери
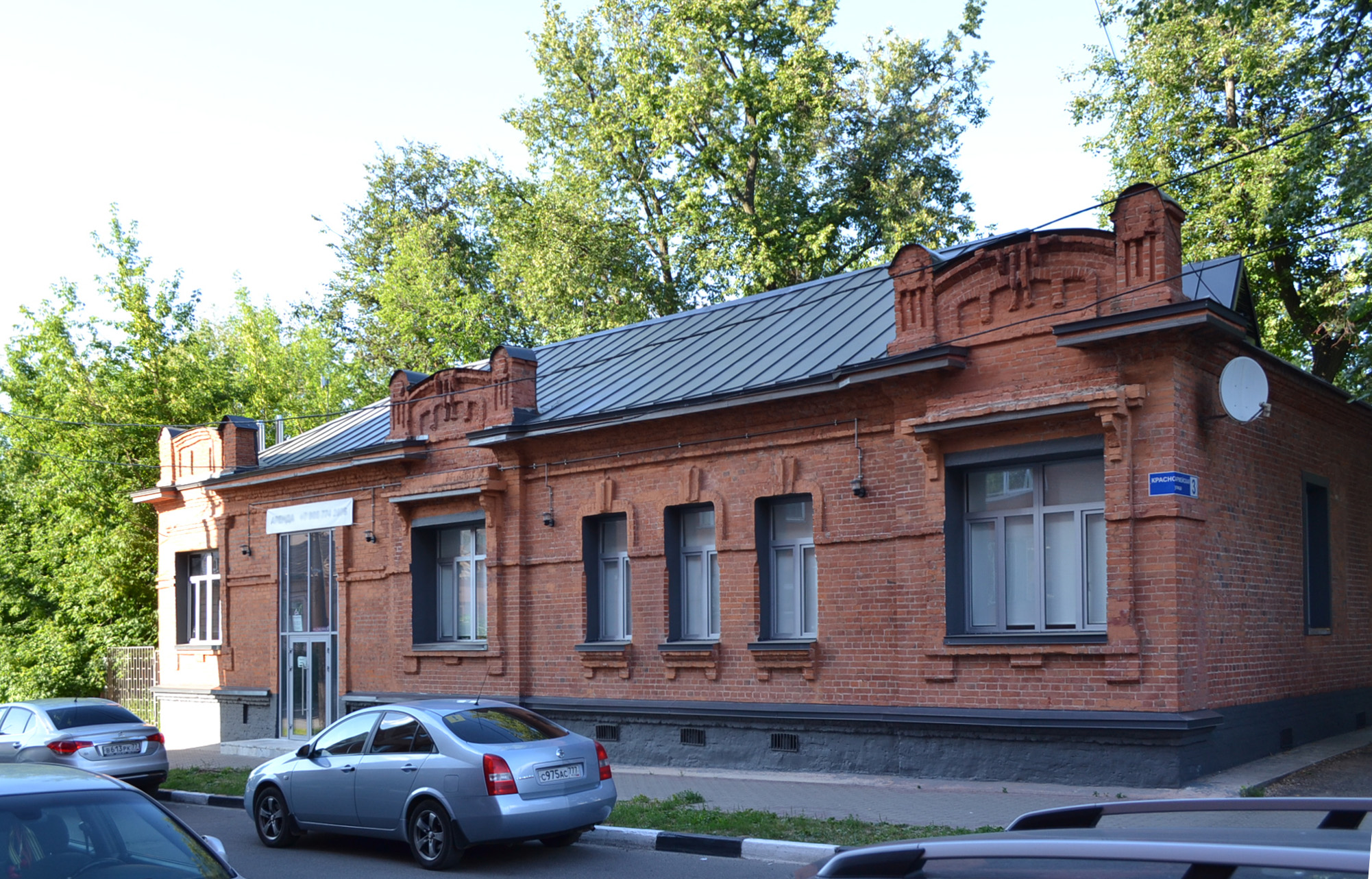
Дом Соповых
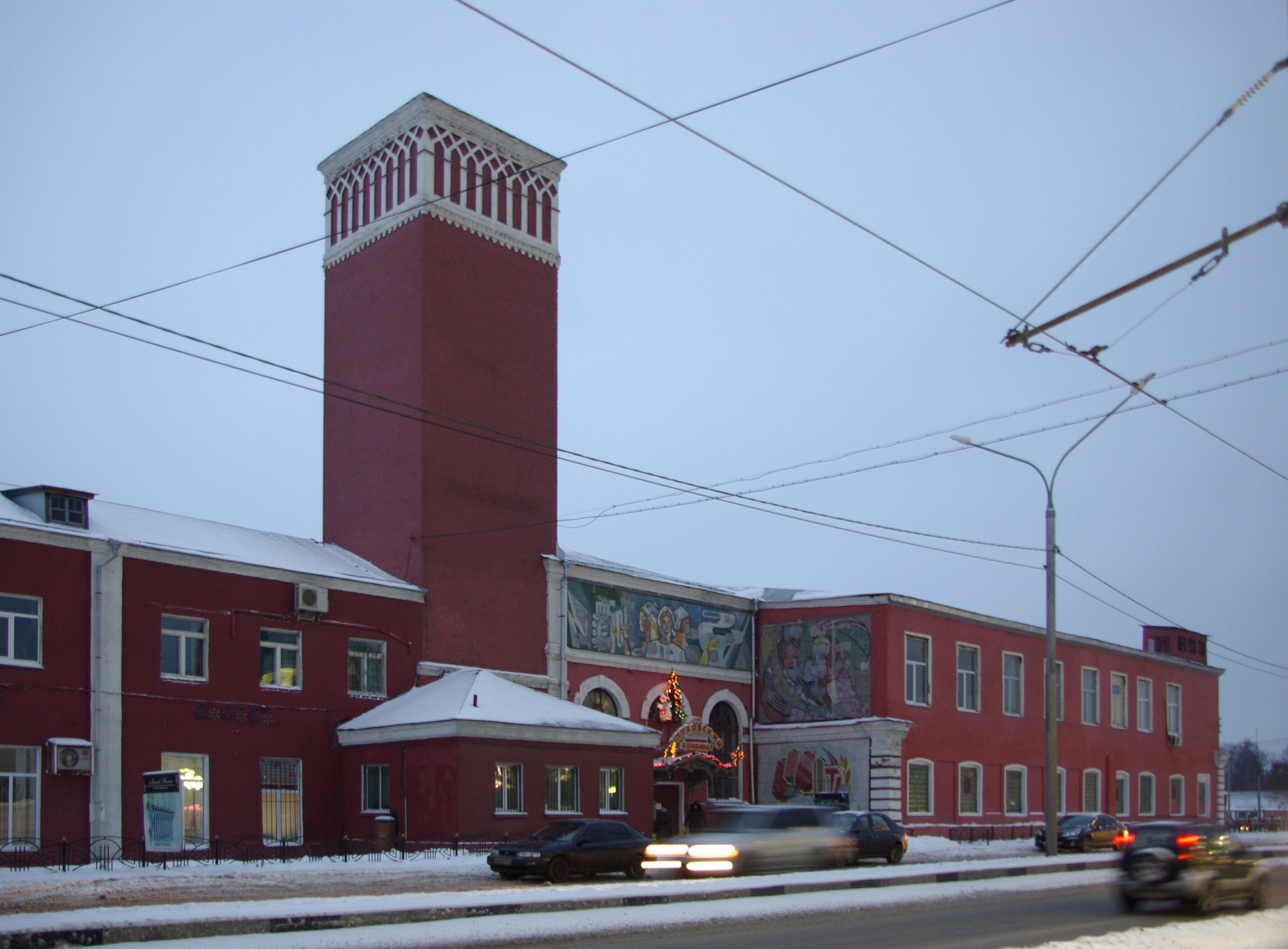
Новоткацкая фабрика Богородско-Глуховской мануфактуры
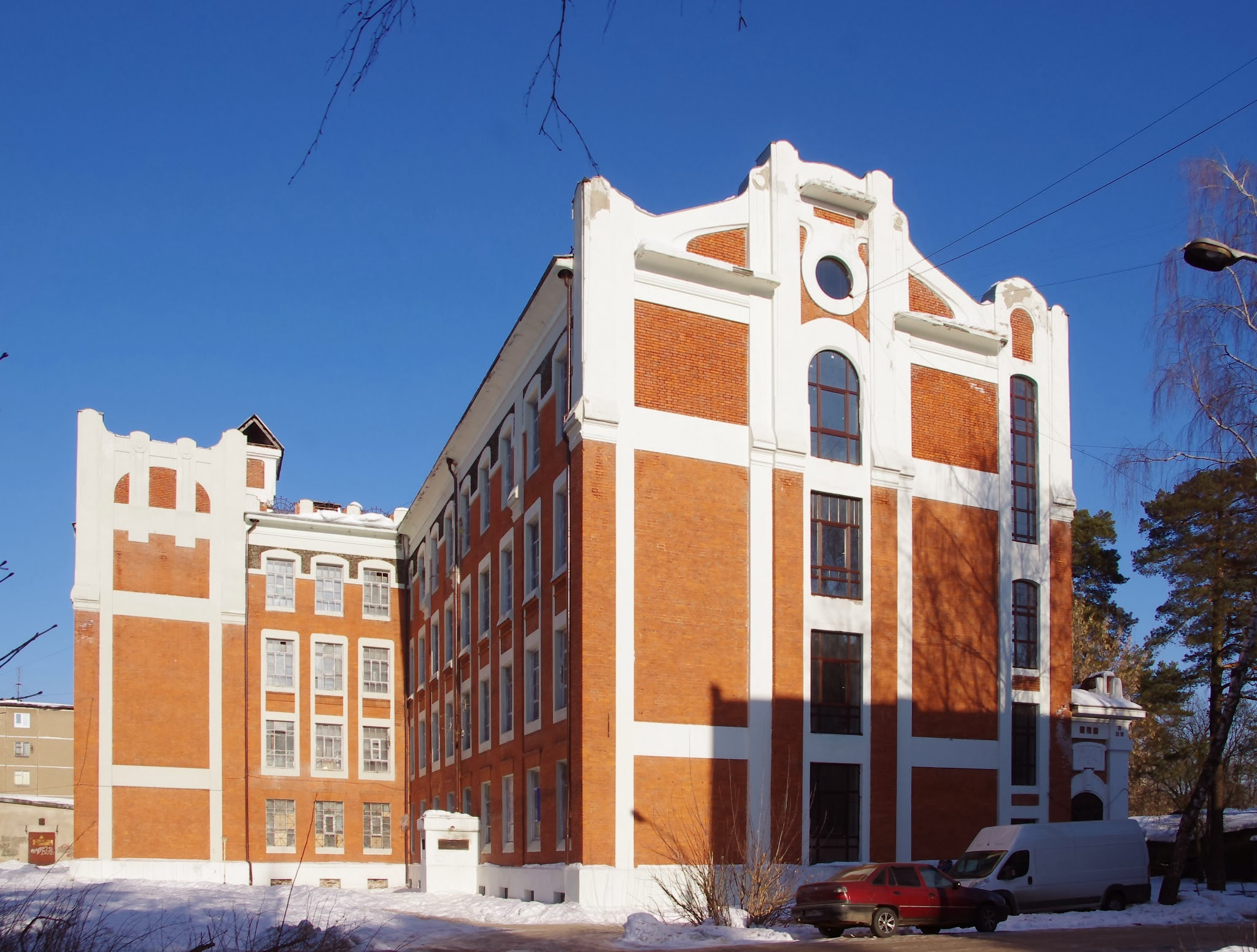
Одна из «морозовских казарм» (ул. 8 Марта, д. 10)
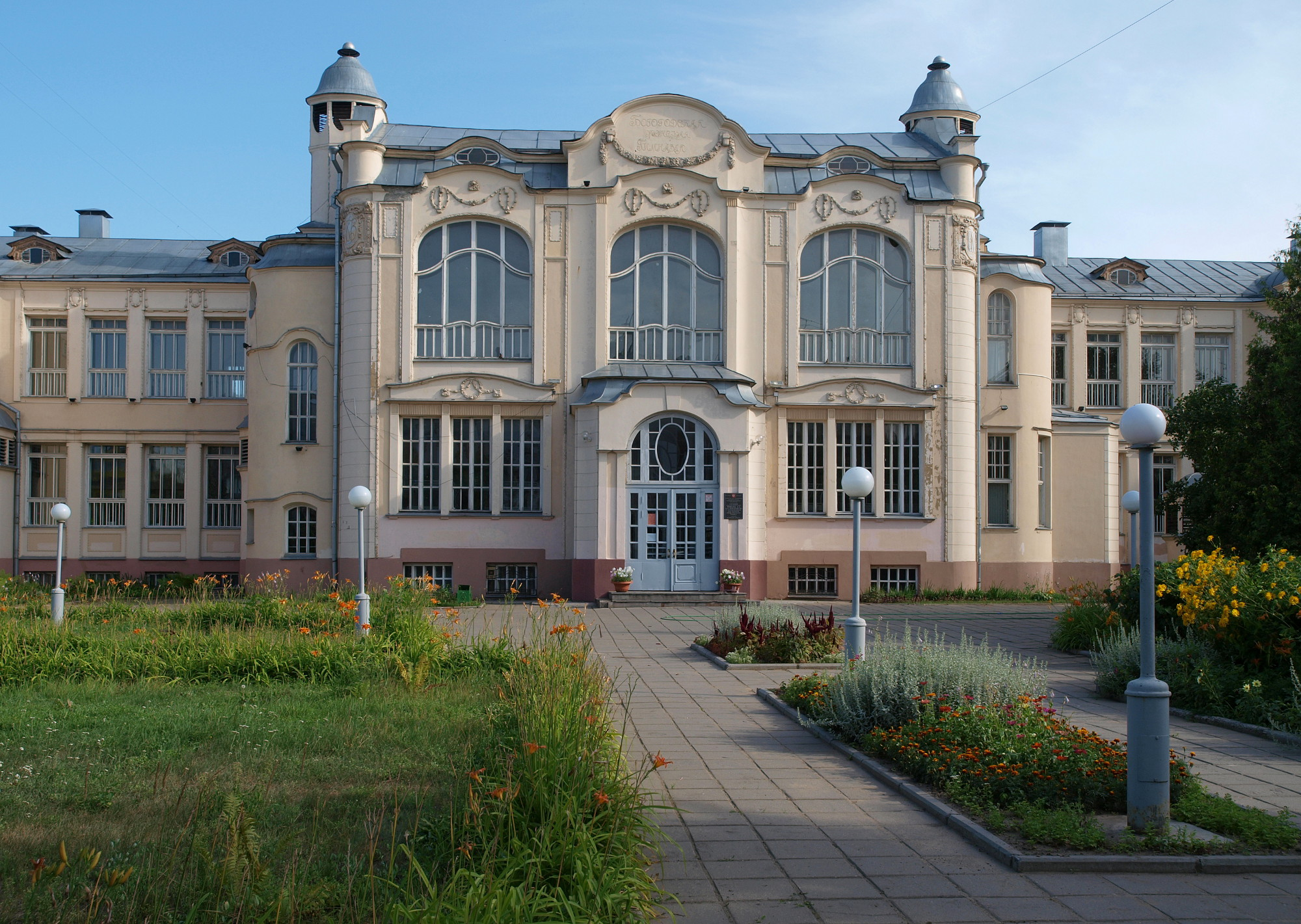
Средняя школа № 2 им. В. Г. Короленко
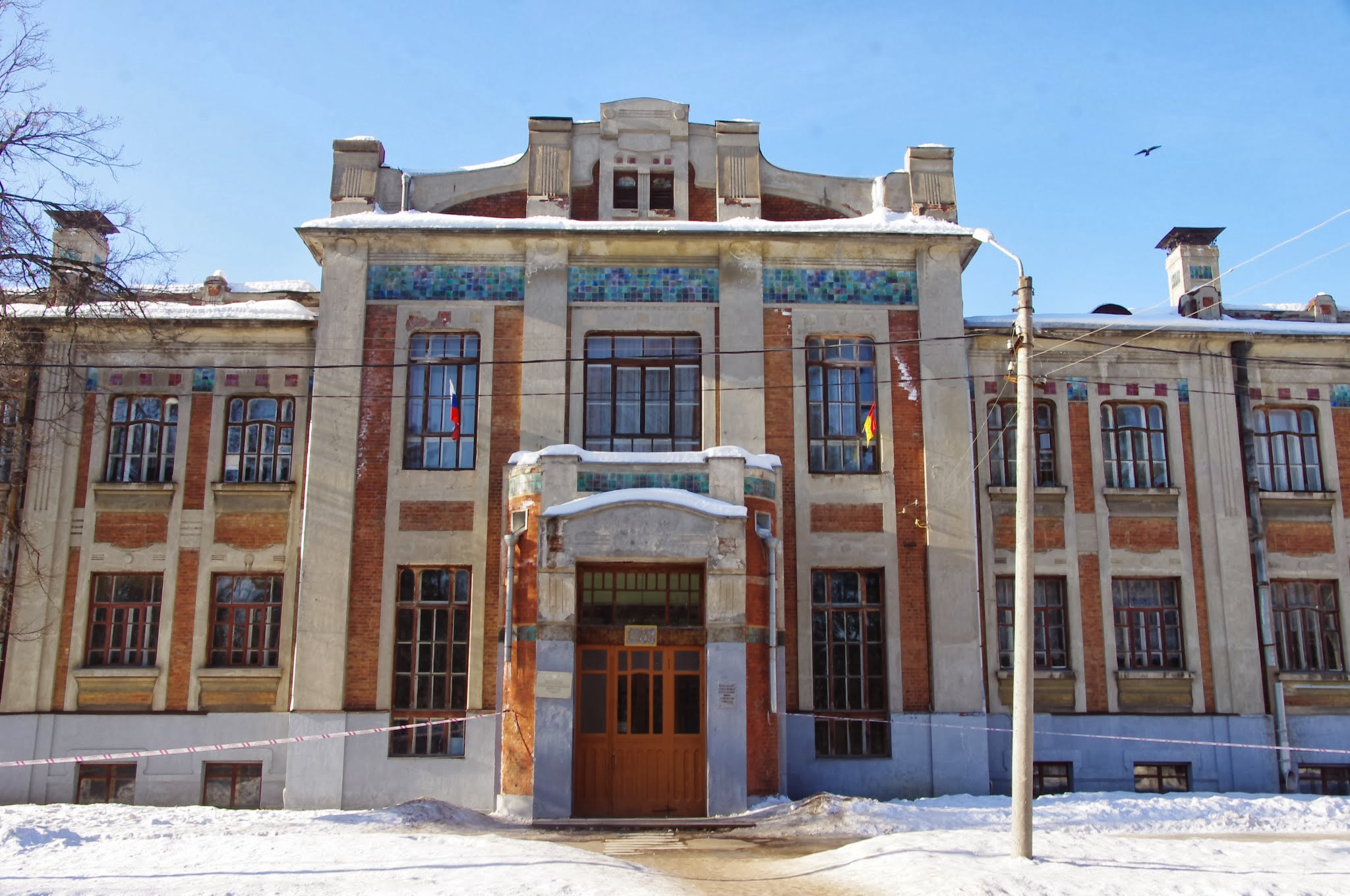
Средняя школа № 10
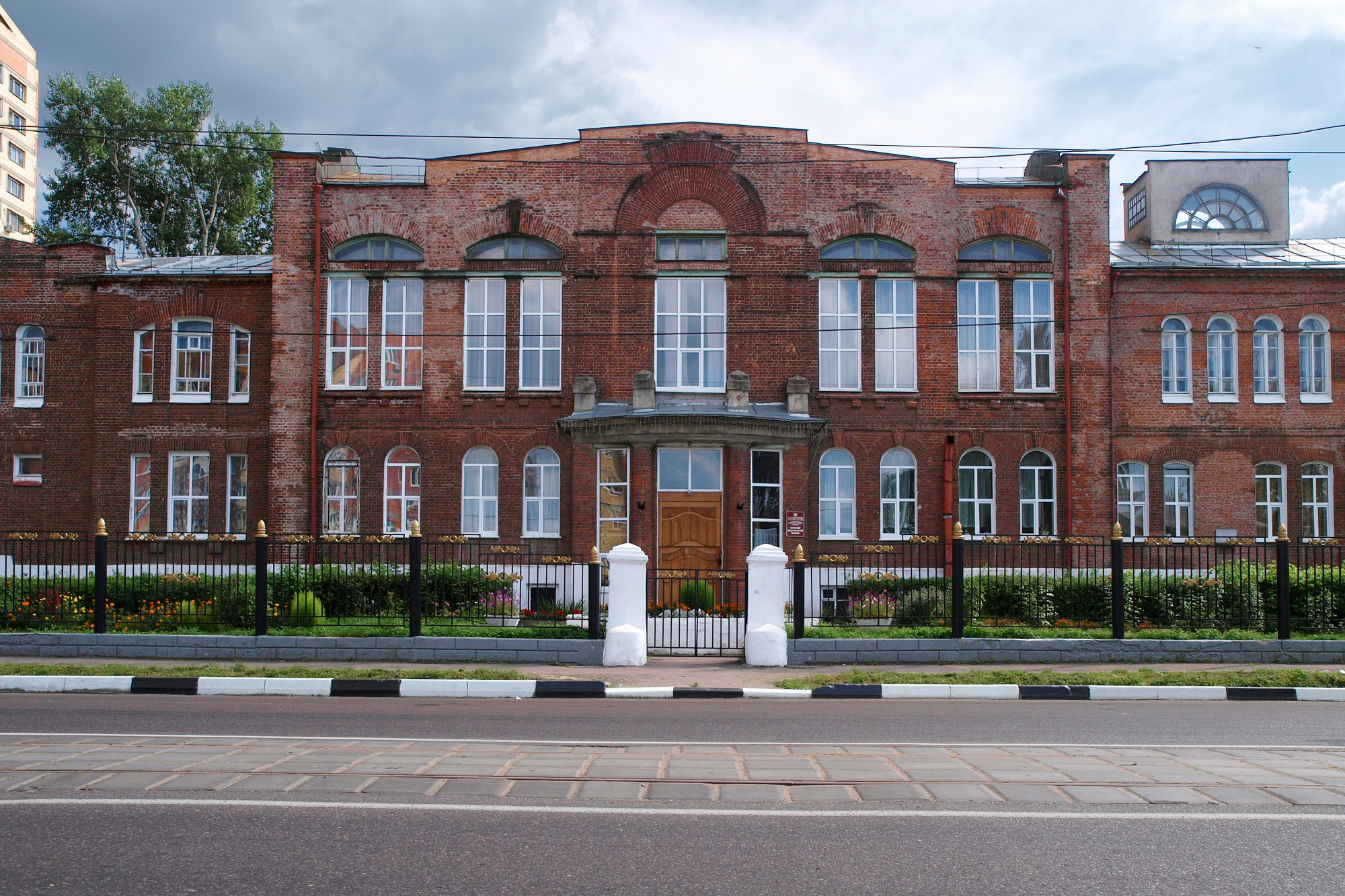
Ногинский педагогический колледж
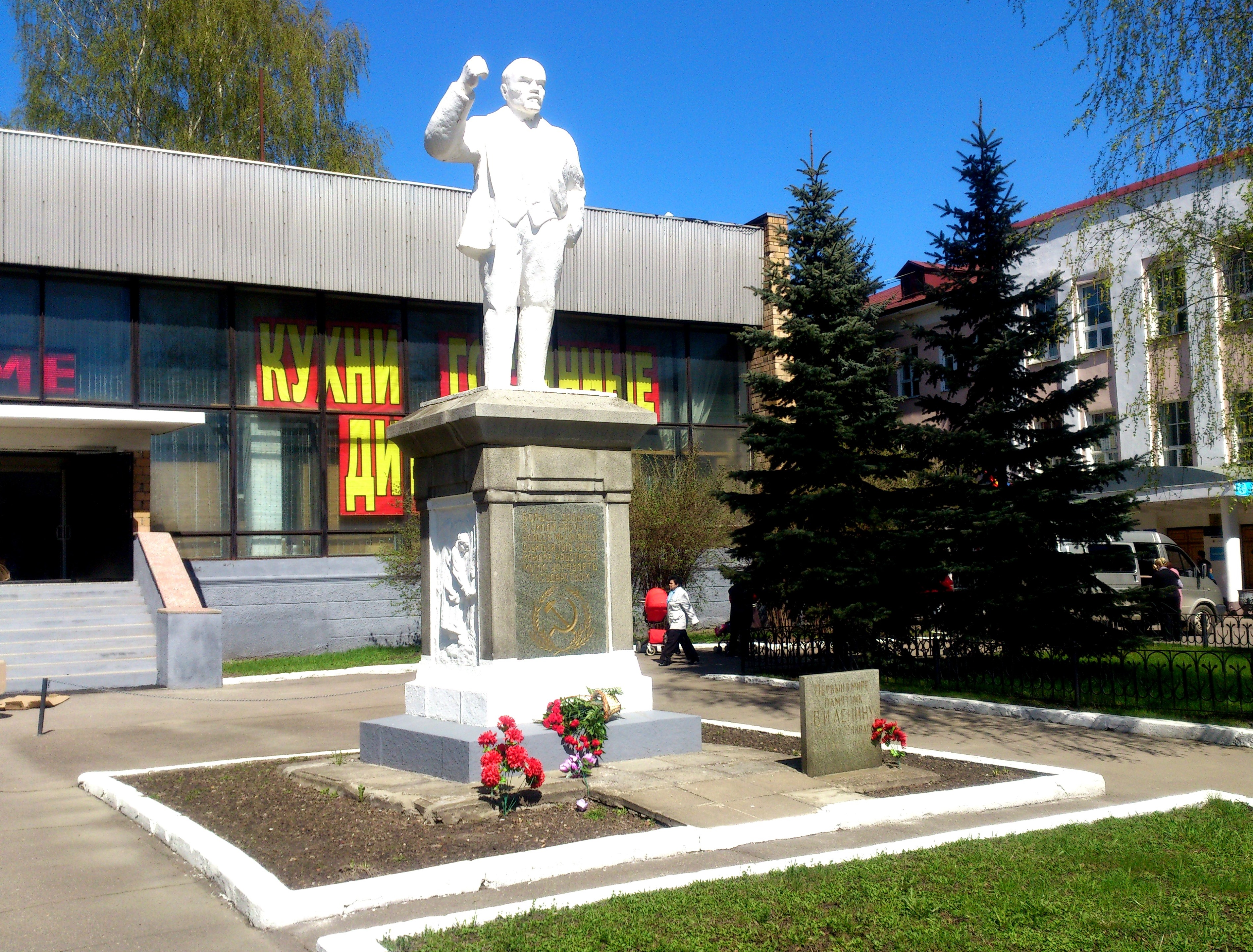
Памятник В. И. Ленину
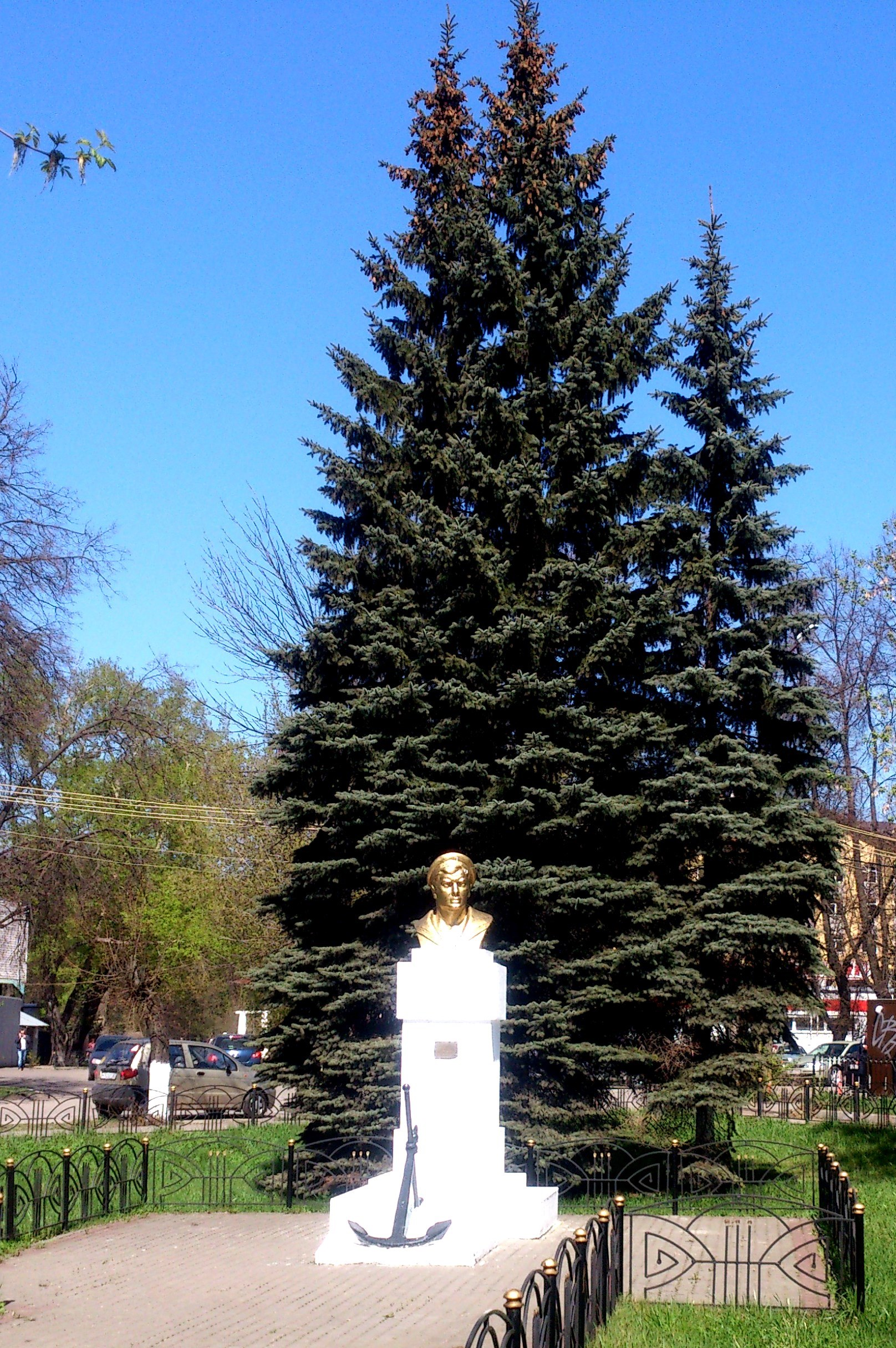
Памятник А. Г. Железнякову
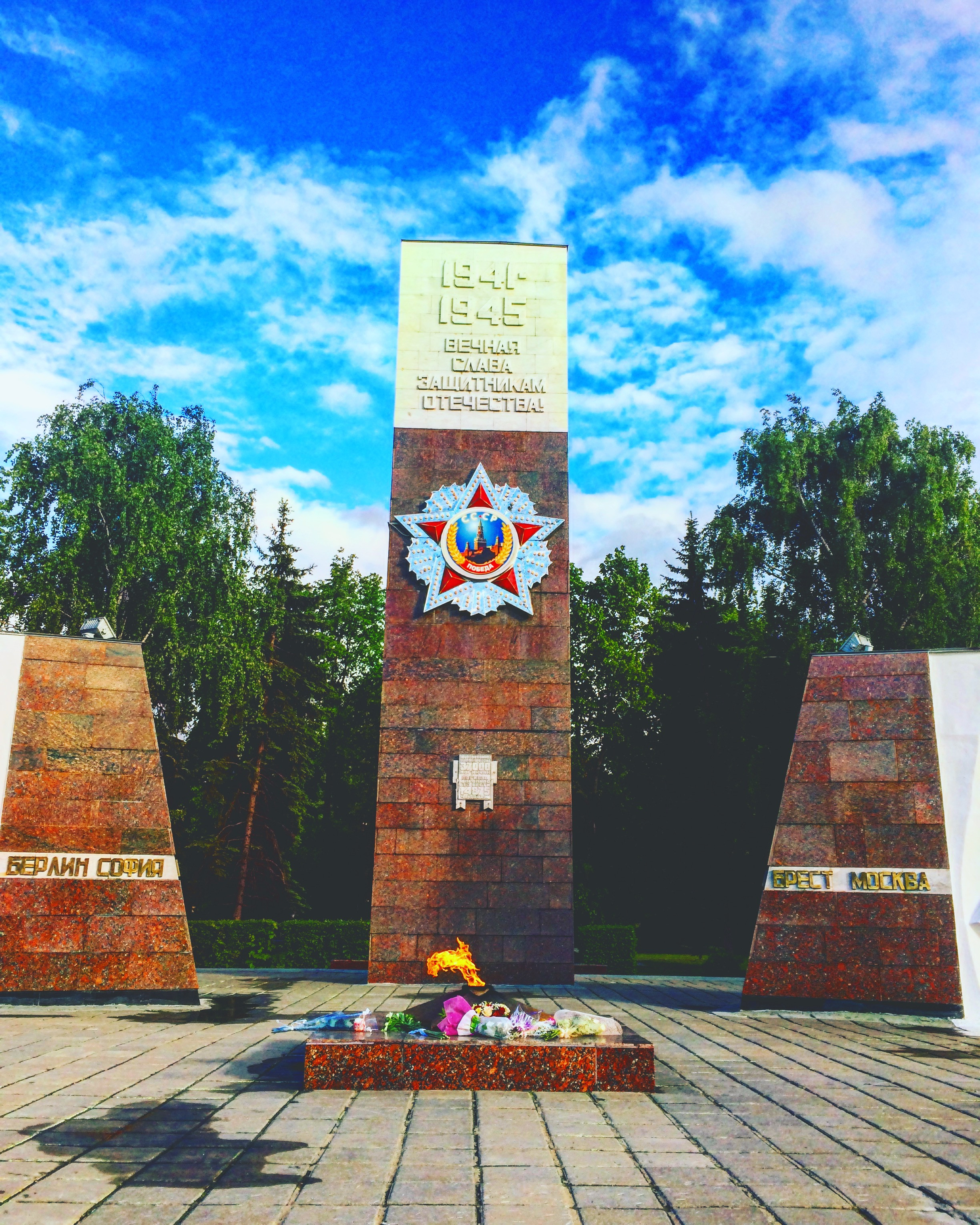
Мемориал победы

### Места пребывания знаменитых людей
- «Дом Пильняка» (Рогожская ул., 98). В 1904—1912 годах будущий писатель жил здесь вместе с родителями. Посещая город в последующие годы, Пильняк останавливался в этом месте на ночлег. Вместе с ним в доме бывали Андрей Белый, Андрей Соболь и Алексей Николаевич Толстой[97]. Объект культурного наследия также именуется «домом Е. Р. Богданова», по фамилии купца, у которого родители Пильняка арендовали помещение.
- «Дом Леснова» (Рабочая ул., 63). Надпись на мемориальной доске гласит: «В этом доме жил богородский революционер-подпольщик Сергей Леснов».

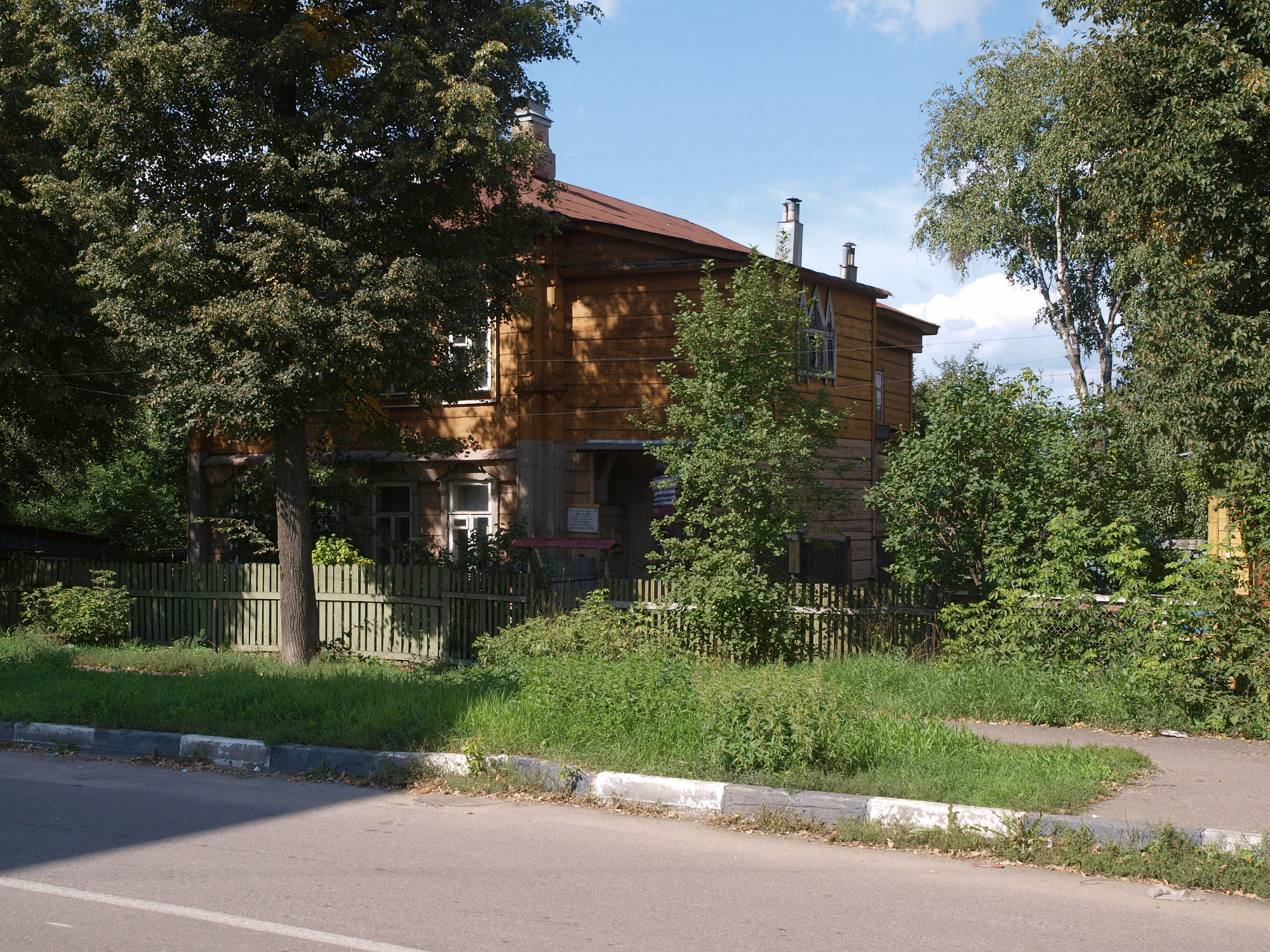
«Дом Пильняка»
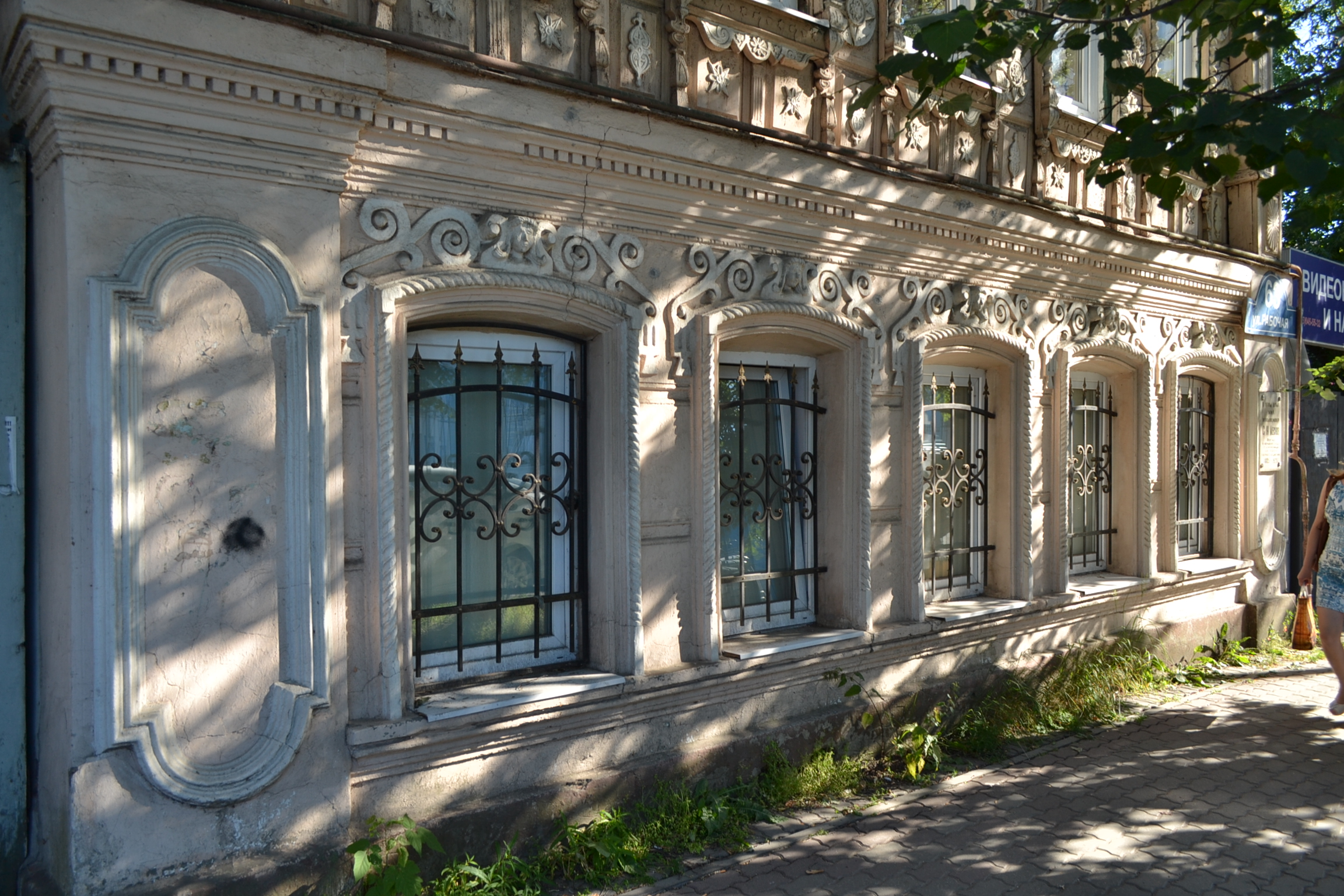
«Дом Леснова», 1-й этаж

## Ногинск и его окрестности в кино и на телевидении
Отдельные достопримечательности Ногинска можно увидеть в художественных и документальных фильмах. Так, на Новоткацкой фабрике проходили съёмки кинокартин «Светлый путь» (1940) и «Старые стены» (1973). На территории Ногинска также был снят один из эпизодов телепередачи «Следствие вели…» (№ 148, «Чудовище с детским лицом»). Наряду с кадрами архивной кинохроники, в этом выпуске показаны такие городские достопримечательности, как Богоявленский собор, памятник Екатерине II и однопутный трамвай (съёмки проводились в 2010 году, когда его движение ещё не было остановлено).
Внимание кинематографистов привлекали и окрестности Ногинска: в селе Мамонтово снимался фильм «Когда деревья были большими» (1961), а на территории Николо-Берлюковской пустыни (деревня Авдотьино) — «Цареубийца» (1991).
В ближайших окрестностях Ногинска в 1946 году Михаил Жаров снял фильм «Беспокойное хозяйство». Мостик через речку Черноголовка, с которого падал герой Сергея Филиппова, просуществовал в том же виде примерно до 1957 г. Затем он был заменён металлическим с настилом из бетонных плит.